# Marokko
Marokko ([maˈrɔko], arabisch المغرب al-Maghrib, DMG al-Maġrib ‚der Westen‘, marokkanisches Tamazight ⵍⵎⴰⵖⵔⵉⴱ Elmaɣrib / ⵎⵓⵕⵕⴰⴽⵓⵛ Muṛṛakuc), offiziell Königreich Marokko (arabisch المملكة المغربية, DMG al-Mamlaka al-Maġribiyya), ist ein Staat im Nordwesten Afrikas. Er ist durch die Straße von Gibraltar vom europäischen Kontinent getrennt. Als westlichstes der fünf (mit Westsahara sechs) Maghrebländer grenzt es im Norden an das Mittelmeer, im Westen an den Atlantischen Ozean und im Osten an Algerien. Marokkos Südgrenze ist wegen des Westsaharakonfliktes bis zum Abhalten eines UN-Referendums über die zukünftige Zugehörigkeit der Westsahara international umstritten. Die bedeutendsten Städte des Landes sind Casablanca, die Hauptstadt Rabat, Fès, Marrakesch, Agadir, Tanger und Meknès. Neun Stätten gehören zum Welterbe in Marokko.
Marokko stand im 20. Jahrhundert zeitweise unter französischem und spanischem Protektorat. Seit 1956 ist es wieder unabhängig und gemäß der Verfassung, eine konstitutionelle Monarchie mit einem gewählten Parlament. Trotz leichter Fortschritte bei den Menschen- und Bürgerrechten während der 2010er Jahre regiert der König das Land weiterhin teilweise autoritär, obwohl das Land politisch stabiler ist als viele seiner Nachbarn.

## Landesname
Während sich das Land in der eigenen offiziellen Staatsbezeichnung al-Mamlaka al-Maghribiyya ‚Das Westliche Königreich‘ als „Maghrebinisches Königreich“ bezeichnet (bis in die 1960er „Scherifisches Maghrebinisches Königreich“), hat sich international die europäische Ableitung des Namens der ehemaligen Hauptstadt Marrakesch (marokkanisches Tamazight ⵎⵕⵕⴰⴽⵛ Mṛṛakc) für das gesamte Königreich Marokko durchgesetzt.

## Geographie

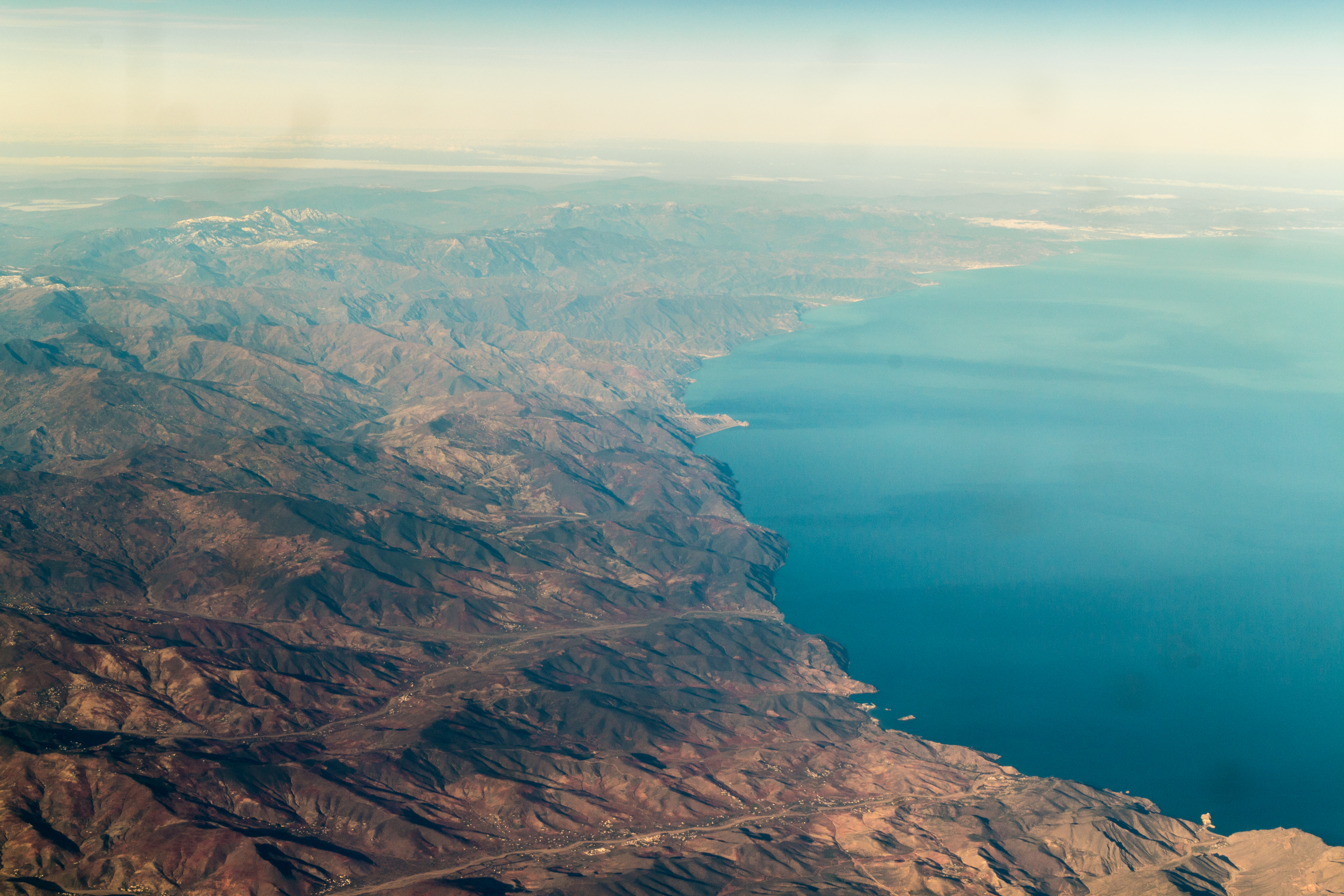
Marokko Mittelmeerküste (Westseite) – Luftbild von Bades über El Jebha bis Tétouan mit Rif-Gebirge, Tanger-Tétouan Region (2014)

Bezogen auf die Größe seines Staatsgebietes liegt Marokko im Vergleich mit anderen afrikanischen Staaten eher im Mittelfeld, in seiner Oberflächenform zeigt das Land jedoch ein überaus wechselvolles Bild. Im Wesentlichen lassen sich folgende natürliche Einheiten unterscheiden: die Küstenregionen im Norden und Westen; die atlantische Region mit der Marokkanischen Meseta; die montane Region mit dem Hohen und Mittleren Atlas und dem Rifgebirge; schließlich die transmontane Region mit den Plateaus im nordöstlichen Grenzgebiet, dem Antiatlas und den Beckenlandschaften im Randbereich der Sahara.

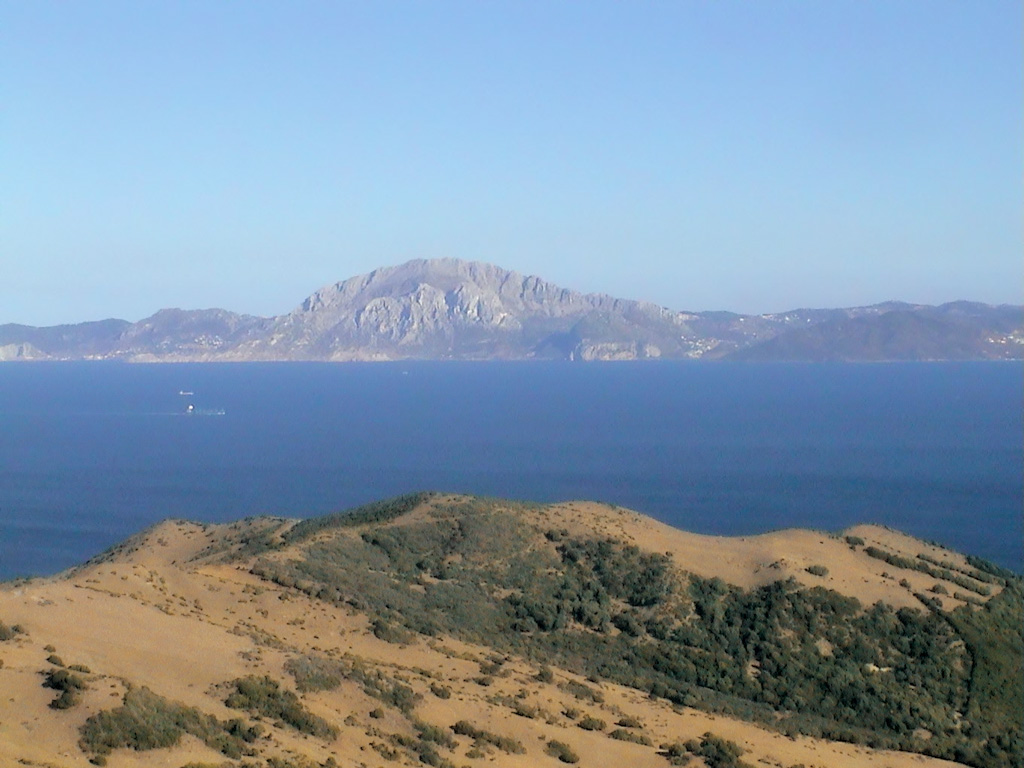
Blick von Spanien nach Marokko

Die Mittelmeerküste ist überwiegend steil und felsig und weist viele Kaps und Buchten auf. Nur im Mündungsbereich des Moulouya nahe der algerischen Grenze erweitert sich die mediterrane Küstenlandschaft zu einem Becken. Im Westen läuft der gebirgige Küstenabschnitt in der sichelförmig nach Europa gerichteten Nordwestspitze Afrikas aus.
Die Atlantikküste dagegen ist eine flache, kaum gegliederte Ausgleichsküste mit starkem Sandtransport und deshalb nur schlecht für Häfen geeignet. In dem küstennahen Sabcha Tah bei Tarfaya befindet sich mit 55 Meter unter dem Meeresspiegel der tiefste Punkt Marokkos. Landeinwärts folgen hier breitere Küstenebenen wie die Niederung des Sebou bei Kenitra und die weitläufige Küstenmeseta von Casablanca. Weiter zum Innern steigt das Gelände auf etwa 450 m zum zentralen Teil der Marokkanischen Meseta an, einer weiten Tafellandschaft, die auch als Binnenmeseta oder Hochebene von Marrakesch bezeichnet wird. Sie besteht hauptsächlich aus schwach gewellten, steppenhaften Hochflächen, über die vereinzelt Inselberge aufragen.
Im Süden und Osten wird die Meseta von den markanten Gebirgszügen des Hohen und Mittleren Atlas umrahmt. Dieses gewaltige Faltengebirge wurde im Tertiär beim Zusammenstoß der Afrikanischen mit der Eurasischen Platte aus dem damaligen Sedimentationsbecken herausgehoben. Erdbeben wie das von Agadir im Jahre 1960 sowie das vom 9. September 2023 südlich von Marrakesch zeugen davon, dass die gebirgsbildenden Vorgänge in diesem Raum bis heute nicht abgeklungen sind. Das Atlasgebirge bildet gleichsam das morphologische Rückgrat des Landes und stellt sowohl eine naturräumliche als auch eine wirtschaftlich-kulturelle Barriere dar. Als wichtige Klimascheide trennt der Gebirgswall das atlantisch-mediterrane Marokko vom saharisch geprägten Landesteil.
Der Hohe Atlas erstreckt sich in leichtem Bogen über rund 800 km von Südwesten nach Nordosten. Mit seinen schroffen, gratigen Gebirgsformen und den steilen Gipfeln hat er Hochgebirgscharakter. Hier liegen die höchsten Erhebungen des gesamten Atlas-Gebirgssystems und zugleich ganz Nordafrikas, darunter auch der höchste Berg Marokkos, der 4167 m hohe Jabal Toubkal.
Nach Nordosten setzt sich der Hohe Atlas im niedrigeren algerischen Sahara-Atlas fort; im zentralen Marokko schließt sich, nördlich versetzt, auf über 300 km der Mittlere Atlas an. Dieser besitzt in seiner östlichen, steil zur Moulouya-Senke abfallenden Kette ebenfalls über 3000 m hohe Gipfel, weist ansonsten jedoch eher Mittelgebirgsformen auf. Den nördlichen Abschnitt des marokkanischen Atlasgebirges bildet das bis zu 2456 m hohe Rif, ein wildzerklüfteter Gebirgsbogen, der sich von der Straße von Gibraltar parallel zur Mittelmeerküste bis zur Mündungsebene des Moulouya erstreckt. Die Längsfurche zwischen dem Rif und dem Mittleren Atlas, die „Pforte von Taza“, ist das wichtigste west-östliche Durchgangstal Marokkos.
Östlich des Moulouya-Tals, das im nördlichen Marokko die montane von der transmontanen Region trennt, steigt das Gelände allmählich zu weiten, steppenhaften Plateaus an, die zum Hochland der Schotts in Algerien überleiten. Die Gebirgszüge südöstlich des Atlashauptkammes, der Anti-Atlas und seine östliche Fortsetzung Jabal Sarhro sowie der südlich parallel ziehende Jabal Bani, gehören ihrem Aufbau nach nicht mehr zu den tertiären Faltengebirgen, sondern sind Teil der alten afrikanischen Masse. Im Süden davon erstrecken sich Randlandschaften der Sahara, zu denen auch die Beckenregion des Tafilalt und die Senke des Draa gehören.
Im Gebiet der Westsahara folgen auf eine breitere Küstenebene bis über 350 m ansteigende, von Wadis zerschnittene und mit Dünen überzogene Sandsteinplateaus, die gleichfalls der Sahara zuzurechnen sind.

### Klima

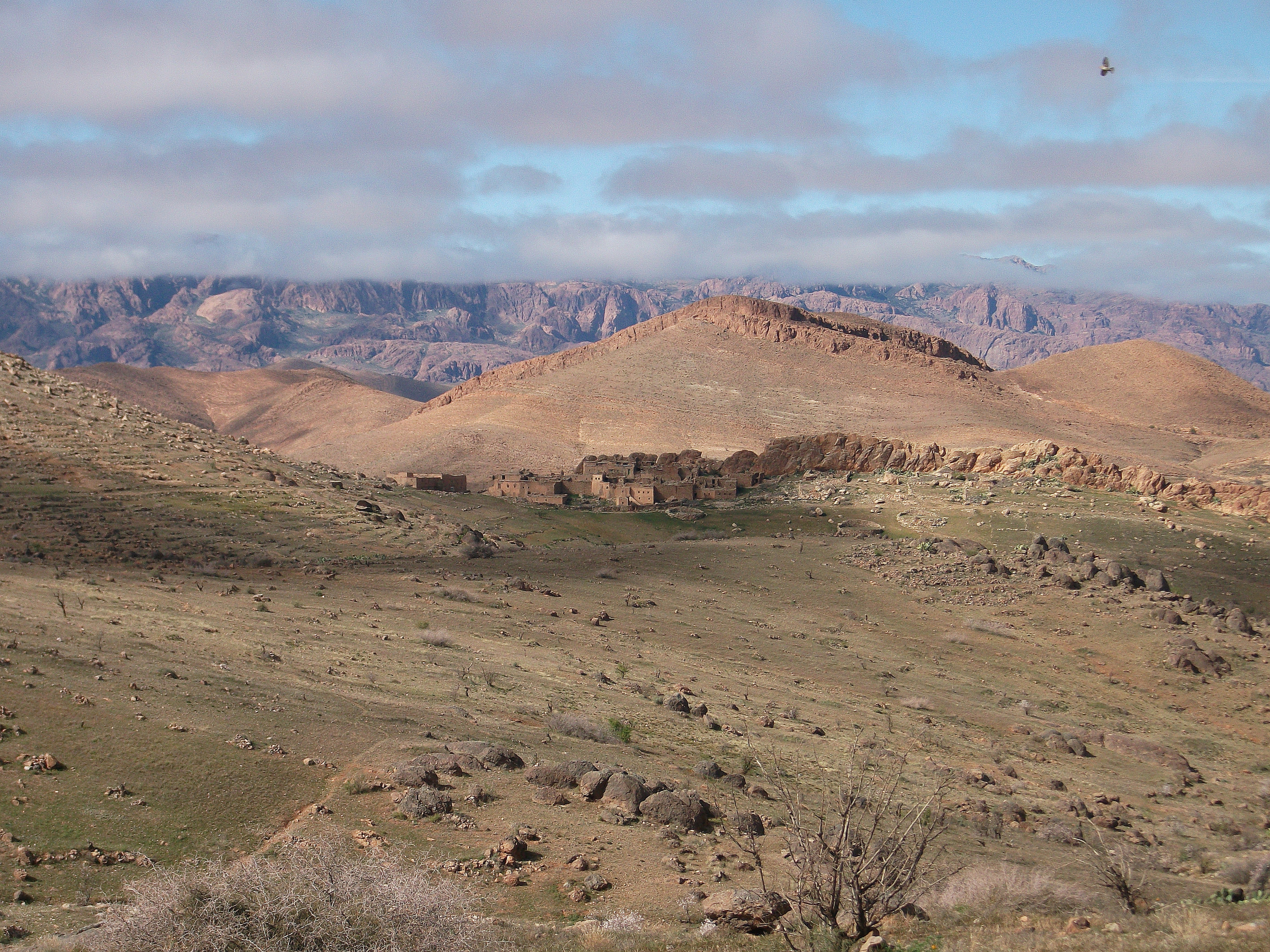
Ehemals teilweise terrassierte Berglandschaft im Antiatlas mit aufgegebenem Lehmdorf

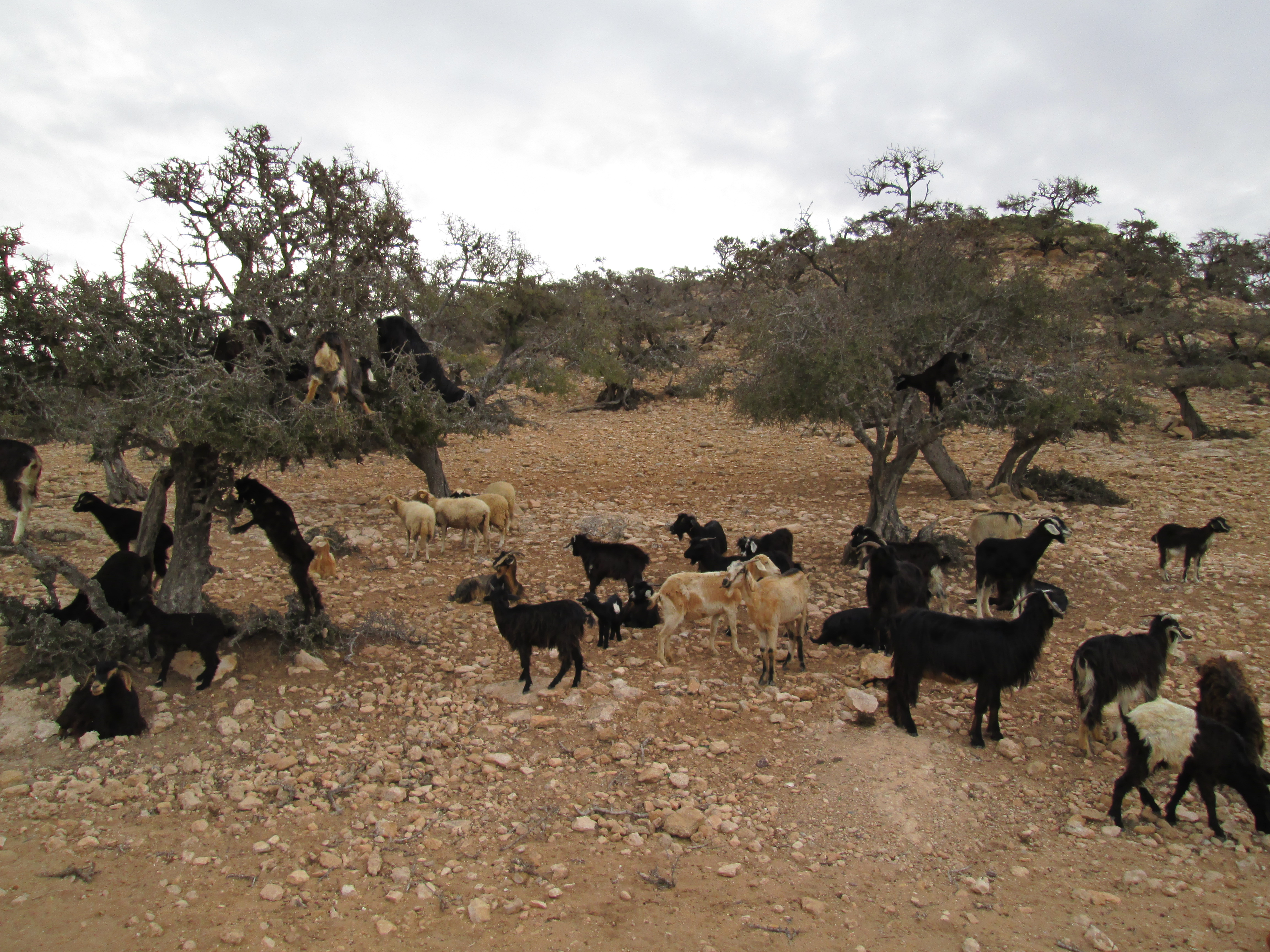
Ziegen in einem Feld von Arganbäumen

Das Klima Marokkos zeigt einen Übergang vom mediterran beeinflussten Nordwesten des Landes zum saharisch-kontinentalen Südosten und Süden. Der Hohe und Mittlere Atlas, die zusammen als eigener Klimaraum aufzufassen sind, bilden mit ihrem Hauptkamm die Klimascheide. Der nordwestliche Landesteil hat trockenheiße Sommer mit einer mittleren Augusttemperatur von 23 °C und mittleren Temperaturmaxima zwischen 26 °C (Casablanca) und 29 °C (Tanger). Die Winter sind mild (Januarmittel 12 °C) und regenreich, wobei die Niederschlagsmengen nach Süden hin geringer werden (Tanger 900 mm, Agadir 200 mm Jahresniederschlag). Landeinwärts nimmt der mildernde Einfluss des Meeres rasch ab, so dass in der zentralen Meseta und im Atlasgebirge ausgeprägtes Kontinentalklima herrscht: In Marrakesch (Augustmittel 29 °C) können im Sommer 45 °C erreicht werden, während im Winter die Temperaturen um den Gefrierpunkt liegen können; an Niederschlag fallen kaum 250 mm. Dagegen bringen Steigungsregen an der Westabdachung der Gebirge zum Teil mehr als 1000 mm Niederschlag pro Jahr, der über 1000 m Meereshöhe in den Wintermonaten gewöhnlich als Schnee fällt. In den südlich des Hohen Atlas gelegenen Sahara-Randgebieten herrscht extrem trockenheißes Wüstenklima. Es fallen nur unregelmäßig Niederschläge, die selten 200 mm im Jahr erreichen, sodass Ackerbau lediglich in Oasen mit Bewässerung betrieben werden kann. Die Trockenheit der letzten Jahrzehnte des 20. und zu Beginn des 21. Jahrhunderts hat jedoch auch diese Wirtschaftsform stark beeinträchtigt, so dass viele Berber von ihren Heimatdörfern in die schnell wachsenden Städte abgewandert sind. Während der Sommermonate weht zeitweise der Scirocco, ein heißer, staubbeladener Wind aus der Sahara.

### Flora und Fauna
Auch die Pflanzenwelt ist durch das Atlasgebirge zweigeteilt: Nordwestlich des Gebirges überwiegt der mediterrane Bewuchs, südöstlich davon die Wüstensteppe. Geschlossene Waldbestände mit Stein- und Korkeichen, Thujen, Atlas-Zedern und Aleppokiefern finden sich noch in den regenreichen Gebirgszonen und den westlichen Ebenen; sie bedecken nur etwa ein Zehntel der Landesfläche. Im südlichen Küstenbereich wachsen Argan-Bäume und Jujuben. Im übrigen Marokko hat der jahrhundertelange Raubbau die Mittelmeervegetation – soweit sie nicht Kulturflächen weichen musste – auf Baumheiden, Erdbeerbäume, Pistazien, Wacholderarten und Zwergpalmen reduziert. Oberhalb der Waldgrenze (bei 3100 m) gibt es eine Stufe von Polsterpflanzen. Jenseits des Atlasgebirges ist Trockensteppenvegetation mit Büschelgräsern und Dornsträuchern vorherrschend; in der nordöstlichen Hochsteppe wächst das widerstandsfähige Halfagras. In den wenigen Oasen werden Dattelpalmen kultiviert.
Die wildlebenden Tiere haben sich in die dünnbesiedelten Gebiete Marokkos zurückgezogen; einige Arten, wie etwa der Leopard und der Wüstenluchs, sind vom Aussterben bedroht. Weitere Säugetiere des Landes sind Berberaffen (Magots), Gazellen, Hyänen, Schakale und Wüstenfüchse (Fenneks). In Marokko kommen 14 Amphibien- und 116 Reptilien-Arten vor. Im Jahr 2003 wurden 452 verschiedene Vogelarten in Marokko nachgewiesen. 209 Arten, 49 % der nachgewiesenen Vogelarten, brüten regelmäßig im Land, während 15 Arten nur unregelmäßig im Land brüten. Unter den nachgewiesenen Vogelarten befinden sich Störche, Adler, Geier, Bussarde und Milane. Es gibt mehrere Nationalparks in Marokko. Das Gebiet um den Jabal Toubkal im Hohen Atlas wurde bereits 1942 zum Nationalpark erklärt. Der Ifrane-Nationalpark schützt ausgedehnte Zedernwälder, in denen Berberaffen leben.

### Verwaltungsgliederung
Im Rahmen eines Dezentralisierungsprogrammes wurden 1997 die Präfekturen und Provinzen des Landes zu 16 Regionen (arab. جهة dschiha) zusammengefasst; diese wurden im Jahr 2015 auf 12 reduziert. An der Spitze jeder Region steht ein vom König ernannter Wali (Gouverneur).
Die Regionen sind weiter untergliedert in 13 Präfekturen (عمالة ʿamāla) und 62 Provinzen (إقليم, DMG iqlīm), wobei die Präfekturen weitgehend urbane Gebiete umfassen und die Provinzen eher rural geprägt sind. Die unterste Ebene der Gebietskörperschaften stellen über 1500 Gemeinden (جماعة dschamāʿa) dar. Zwischen den Gemeinden und der Provinz- und Präfekturebene wurden im Zuge einer Dekonzentrationsprogramms Kreise (دائرة dāʾira), Paschaliks (باشوية bāschawiyya) und Caïdats (قيادة qiyāda) eingerichtet.

Die zwölf Regionen Marokkos

| Region                     | Fläche in km² | Einwohner 2024 | unterstellte Präfektur / Provinz | Hauptstadt  |
| -------------------------- | ------------- | -------------- | -------------------------------- | ----------- |
| Tanger-Tétouan- Al Hoceïma | 16.170        | 4.030.222      | Provinz Al Hoceïma               | Tanger      |
| Tanger-Tétouan- Al Hoceïma | 16.170        | 4.030.222      | Provinz Chefchaouen              | Tanger      |
| Tanger-Tétouan- Al Hoceïma | 16.170        | 4.030.222      | Provinz Fahs-Anjra               | Tanger      |
| Tanger-Tétouan- Al Hoceïma | 16.170        | 4.030.222      | Provinz Larache                  | Tanger      |
| Tanger-Tétouan- Al Hoceïma | 16.170        | 4.030.222      | Präfektur M’Diq-Fnideq           | Tanger      |
| Tanger-Tétouan- Al Hoceïma | 16.170        | 4.030.222      | Provinz Ouezzane                 | Tanger      |
| Tanger-Tétouan- Al Hoceïma | 16.170        | 4.030.222      | Präfektur Tanger-Asilah          | Tanger      |
| Tanger-Tétouan- Al Hoceïma | 16.170        | 4.030.222      | Provinz Tétouan                  | Tanger      |
| Oriental                   | 66.110        | 2.294.665      | Provinz Berkane                  | Oujda       |
| Oriental                   | 66.110        | 2.294.665      | Provinz Driouch                  | Oujda       |
| Oriental                   | 66.110        | 2.294.665      | Provinz Figuig                   | Oujda       |
| Oriental                   | 66.110        | 2.294.665      | Provinz Guercif                  | Oujda       |
| Oriental                   | 66.110        | 2.294.665      | Provinz Jerada                   | Oujda       |
| Oriental                   | 66.110        | 2.294.665      | Provinz Nador                    | Oujda       |
| Oriental                   | 66.110        | 2.294.665      | Präfektur Oujda-Angad            | Oujda       |
| Oriental                   | 66.110        | 2.294.665      | Provinz Taourirt                 | Oujda       |
| Fès-Meknès                 | 38.880        | 4.467.911      | Provinz Boulemane                | Fès         |
| Fès-Meknès                 | 38.880        | 4.467.911      | Provinz El Hajeb                 | Fès         |
| Fès-Meknès                 | 38.880        | 4.467.911      | Präfektur Fès                    | Fès         |
| Fès-Meknès                 | 38.880        | 4.467.911      | Provinz Ifrane                   | Fès         |
| Fès-Meknès                 | 38.880        | 4.467.911      | Präfektur Meknès                 | Fès         |
| Fès-Meknès                 | 38.880        | 4.467.911      | Provinz Moulay Yacoub            | Fès         |
| Fès-Meknès                 | 38.880        | 4.467.911      | Provinz Sefrou                   | Fès         |
| Fès-Meknès                 | 38.880        | 4.467.911      | Provinz Taounate                 | Fès         |
| Fès-Meknès                 | 38.880        | 4.467.911      | Provinz Taza                     | Fès         |
| Rabat-Salé-Kénitra         | 17.690        | 5.132.639      | Provinz Kénitra                  | Rabat       |
| Rabat-Salé-Kénitra         | 17.690        | 5.132.639      | Provinz Khémisset                | Rabat       |
| Rabat-Salé-Kénitra         | 17.690        | 5.132.639      | Präfektur Rabat                  | Rabat       |
| Rabat-Salé-Kénitra         | 17.690        | 5.132.639      | Präfektur Salé                   | Rabat       |
| Rabat-Salé-Kénitra         | 17.690        | 5.132.639      | Provinz Sidi Kacem               | Rabat       |
| Rabat-Salé-Kénitra         | 17.690        | 5.132.639      | Provinz Sidi Slimane             | Rabat       |
| Rabat-Salé-Kénitra         | 17.690        | 5.132.639      | Präfektur Skhirate-Témara        | Rabat       |
| Béni Mellal-Khénifra       | 27.750        | 2.525.801      | Provinz Azilal                   | Beni Mellal |
| Béni Mellal-Khénifra       | 27.750        | 2.525.801      | Provinz Béni Mellal              | Beni Mellal |
| Béni Mellal-Khénifra       | 27.750        | 2.525.801      | Provinz Fquih Ben Salah          | Beni Mellal |
| Béni Mellal-Khénifra       | 27.750        | 2.525.801      | Provinz Khénifra                 | Beni Mellal |
| Béni Mellal-Khénifra       | 27.750        | 2.525.801      | Provinz Khouribga                | Beni Mellal |
| Casablanca-Settat          | 20.190        | 7.688.967      | Provinz Benslimane               | Casablanca  |
| Casablanca-Settat          | 20.190        | 7.688.967      | Provinz Berrechid                | Casablanca  |
| Casablanca-Settat          | 20.190        | 7.688.967      | Präfektur Casablanca             | Casablanca  |
| Casablanca-Settat          | 20.190        | 7.688.967      | Provinz El Jadida                | Casablanca  |
| Casablanca-Settat          | 20.190        | 7.688.967      | Provinz Médiouna                 | Casablanca  |
| Casablanca-Settat          | 20.190        | 7.688.967      | Präfektur Mohammedia             | Casablanca  |
| Casablanca-Settat          | 20.190        | 7.688.967      | Provinz Nouaceur                 | Casablanca  |
| Casablanca-Settat          | 20.190        | 7.688.967      | Provinz Settat                   | Casablanca  |
| Casablanca-Settat          | 20.190        | 7.688.967      | Provinz Sidi Bennour             | Casablanca  |
| Marrakesch-Safi            | 39.040        | 4.892.393      | Provinz Al Haouz                 | Marrakesch  |
| Marrakesch-Safi            | 39.040        | 4.892.393      | Provinz Chichaoua                | Marrakesch  |
| Marrakesch-Safi            | 39.040        | 4.892.393      | Provinz El Kelaâ des Sraghna     | Marrakesch  |
| Marrakesch-Safi            | 39.040        | 4.892.393      | Provinz Essaouira                | Marrakesch  |
| Marrakesch-Safi            | 39.040        | 4.892.393      | Präfektur Marrakesch             | Marrakesch  |
| Marrakesch-Safi            | 39.040        | 4.892.393      | Provinz Rehamna                  | Marrakesch  |
| Marrakesch-Safi            | 39.040        | 4.892.393      | Provinz Safi                     | Marrakesch  |
| Marrakesch-Safi            | 39.040        | 4.892.393      | Provinz Youssoufia               | Marrakesch  |
| Drâa-Tafilalet             | 86.140        | 1.655.623      | Provinz Errachidia               | Errachidia  |
| Drâa-Tafilalet             | 86.140        | 1.655.623      | Provinz Midelt                   | Errachidia  |
| Drâa-Tafilalet             | 86.140        | 1.655.623      | Provinz Ouarzazate               | Errachidia  |
| Drâa-Tafilalet             | 86.140        | 1.655.623      | Provinz Tinghir                  | Errachidia  |
| Drâa-Tafilalet             | 86.140        | 1.655.623      | Provinz Zagora                   | Errachidia  |
| Souss-Massa                | 53.720        | 3.020.431      | Präfektur Agadir-Ida ou Tanane   | Agadir      |
| Souss-Massa                | 53.720        | 3.020.431      | Provinz Chtouka-Aït Baha         | Agadir      |
| Souss-Massa                | 53.720        | 3.020.431      | Präfektur Inezgane-Aït Melloul   | Agadir      |
| Souss-Massa                | 53.720        | 3.020.431      | Provinz Taroudannt               | Agadir      |
| Souss-Massa                | 53.720        | 3.020.431      | Provinz Tata                     | Agadir      |
| Souss-Massa                | 53.720        | 3.020.431      | Provinz Tiznit                   | Agadir      |
| Guelmim- Oued Noun         | 44.130        | 448.685        | Provinz Assa-Zag                 | Guelmim     |
| Guelmim- Oued Noun         | 44.130        | 448.685        | Provinz Guelmim                  | Guelmim     |
| Guelmim- Oued Noun         | 44.130        | 448.685        | Provinz Sidi Ifni                | Guelmim     |
| Guelmim- Oued Noun         | 44.130        | 448.685        | Provinz Tan-Tan                  | Guelmim     |
| Laâyoune- Sakia El Hamra   | 140.018       | 367.758 (2014) | Provinz Boujdour                 | El Aaiún    |
| Laâyoune- Sakia El Hamra   | 140.018       | 367.758 (2014) | Provinz Es Semara                | El Aaiún    |
| Laâyoune- Sakia El Hamra   | 140.018       | 367.758 (2014) | Provinz Laâyoune                 | El Aaiún    |
| Laâyoune- Sakia El Hamra   | 140.018       | 367.758 (2014) | Provinz Tarfaya                  | El Aaiún    |
| Dakhla- Oued Ed-Dahab      | 142.865       | 142.955 (2014) | Provinz Aousserd                 | Ad-Dakhla   |
| Dakhla- Oued Ed-Dahab      | 142.865       | 142.955 (2014) | Provinz Oued ed Dahab            | Ad-Dakhla   |

Dakhla-Oued Ed-Dahab, der größere Teil von Laâyoune-Sakia El Hamra und ein kleiner Teil von Guelmim-Oued Noun bilden die Westsahara, deren Zugehörigkeit zu Marokko international nicht anerkannt ist.

### Städte
Im Jahr 2023 lebten 65 Prozent der Einwohner Marokkos in Städten. Die Einwohnerzahlen der größten Städte, zum Teil mit Vororten, nach einer Berechnung von 2024:
1. Casablanca: 3.218.036 Einwohner
2. Tanger: 1.275.428 Einwohner
3. Fès: 1.182.963 Einwohner
4. Marrakesch: 1.014.813 Einwohner
5. Salé: 945.101 Einwohner
6. Meknes: 556.512 Einwohner
7. Rabat: 515.619 Einwohner
8. Kenitra: 507.736 Einwohner
9. Oujda: 506.224 Einwohner
10. Agadir: 504.768 Einwohner

## Bevölkerung

### Demografie
Marokko hatte 2023 37,8 Millionen Einwohner. Das jährliche Bevölkerungswachstum betrug + 1,0 %. Zum Bevölkerungswachstum trug ein Geburtenüberschuss (Geburtenziffer: 17,2 pro 1000 Einwohner vs. Sterbeziffer: 5,8 pro 1000 Einwohner) bei. Die Anzahl der Geburten pro Frau lag 2022 statistisch bei 2,3, die der Region Naher Osten und Nordafrika betrug 2,6. Die Lebenserwartung der Einwohner Marokkos ab der Geburt lag 2022 bei 75 Jahren. Der Median des Alters der Bevölkerung lag im Jahr 2021 bei 28,7 Jahren. Im Jahr 2023 waren 26,3 Prozent der Bevölkerung unter 15 Jahre, während der Anteil der über 64-Jährigen 8,0 Prozent der Bevölkerung betrug.

### Bevölkerungsstruktur
Die Bevölkerung ist in Marokko sehr ungleich verteilt. Zwei Drittel der Einwohner leben auf etwa einem Zehntel der Landesfläche im Nordwesten oder Westen. Ballungsgebiete sind die Küstengebiete im Norden und Nordwesten und das Sebou-Tiefland. Marokko hat eine alte Stadtkultur; im Jahr 2021 lebten 64 Prozent der Einwohner Marokkos in Städten. Die Urbanisierung schritt langsamer voran als in anderen afrikanischen Staaten.
Marokko war vor dem 7. Jahrhundert überwiegend von Berbern bewohnt. Nach der islamisch-arabischen Eroberung des Maghreb im 7. und 8. Jahrhundert wurden die meisten Einwohner Marokkos sprachlich, kulturell und teilweise genetisch arabisiert, so dass heute die Mehrheit Araber geworden sind. Eine große Minderheit der Marokkaner wurde jedoch nur islamisiert, aber nicht arabisiert und behält immer noch ihre Berbertraditionen bei oder hat immer noch eine der Berbersprachen als Muttersprache.
Marokkaner haben auch genetisch gesehen teilweise südeuropäische Abstammung aufgrund der historischen Verbindungen, die sie mit Südeuropa, vor allem der iberischen Halbinsel, hatten. So haben sich viele Muladís, die während der Reconquista aus der iberischen Halbinsel geflohen sind, in Marokko niedergelassen und sich vollständig in die Gesellschaft assimiliert. 5 % der väterlichen Abstammungslinien der Menschen in der Maghreb-Region stammen aus Europa.

### Migration
Von 1972 – ein Jahr vor dem Anwerbestopp für Arbeitsmigranten in zahlreichen europäischen Ländern – bis 2005 hat sich die Zahl der in wichtigen europäischen Ländern (ohne Großbritannien und Skandinavien) lebenden Marokkaner verneunfacht. Zahlreiche Marokkaner leben vorübergehend im Ausland, vor allem in West- und Südeuropa, oder haben ihr Land auf der Suche nach besseren wirtschaftlichen Perspektiven dauerhaft verlassen. In vielen Ländern bilden Marokkaner und Marokkanischstämmige die größte muslimische Gemeinde. Etwa 1,2 Millionen leben in Frankreich, etwa 750.000 in Spanien, etwa 500.000 in Italien, etwa 350.000 in Belgien, etwa 330.000 in den Niederlanden und etwa 100.000 in Deutschland. Weitere Gemeinden existieren auch in Norwegen, Schweden und Großbritannien. Kleinere, aber rasant anwachsende Gemeinden höher qualifizierter Auswanderer leben in den USA (mindestens 100.000) und Kanada (mindestens 78.000). Schätzungsweise 300.000 Marokkaner leben in anderen Staaten des Maghreb oder in Staaten im Nahen Osten.
Mit der wachsenden Wirtschaftskraft des Königreichs wandern immer weniger Marokkaner in andere Staaten aus. Dafür steigt die illegale Zuwanderung von Schwarzafrikanern (Subsahariens). Marokko hat sich seit Mitte der 1990er Jahre zu einem Transitland vorwiegend für Migranten aus Westafrika entwickelt, die aus wirtschaftlichen oder politischen Gründen ihre Heimat verlassen haben; von diesen wollen immer mehr dauerhaft im Land bleiben. 2005 lebten 25.000 schwarzafrikanische Migranten aus Subsahara-Afrika legal in Marokko. Da die Einreise nach Europa massiv erschwert worden ist, entschließen sie sich dazu, in Marokko zu bleiben. Neben den afrikanischen Migranten residierten im selben Jahr 28.000 Europäer im Land, überwiegend in Städten wie Marrakesch. Im Jahre 2017 waren 0,3 % der Bevölkerung im Ausland geboren.

### Sprachen
Etwa 90 % der Marokkaner sprechen das marokkanische Arabisch, genannt Darija, den Hassania-Dialekt hingegen nur etwa 0,7 % der Bevölkerung. Von Marokkanern berberischer Abstammung werden verschiedene Berbersprachen gesprochen, gut die Hälfte der Marokkaner beherrscht eine Berbersprache. Zu den Berbersprachen in Marokko gehören Zentralatlas-Tamazight (auch Tamazight, im Mittleren Atlas), Ghomara, Tarifit (im Rif-Gebirge), Taschelhit (in Südmarokko), Tassoussit (in der Sous-Region), Senhaja de Srair und heute nur noch vereinzelt Judäo-Berberisch.
Die offiziellen Sprachen Marokkos sind das Arabische und das Marokkanische Tamazight. Französisch wird im gesamten Land als Handels-, Bildungs- und inoffizielle Arbeitssprache benutzt. Bei der staatlichen Eisenbahn Office National des Chemins de Fer (ONCF) ist es die Betriebssprache. Im Norden Marokkos, der Westsahara und um Sidi Ifni wird zusätzlich Spanisch gebraucht. Englisch gewinnt als Sprache der gebildeten Jugend an Bedeutung.

### Religion
Der Islam ist Staatsreligion. Etwa 98,7 % der Bevölkerung sind Muslime, davon 90 % Sunniten malikitischer Richtung. Rund 0,1 % der Einwohner bekennen sich zum Christentum (meist Katholiken), die meisten davon Europäer sowie afrikanische Migranten – siehe auch Christentum in Marokko – sowie noch geschätzte 2000 Menschen zum Judentum. Im Volksglauben ist der Glaube an Geister – als Erbe vorislamischer Berber sowie afrikanischer Einflüsse – tief verwurzelt.

### Bildung

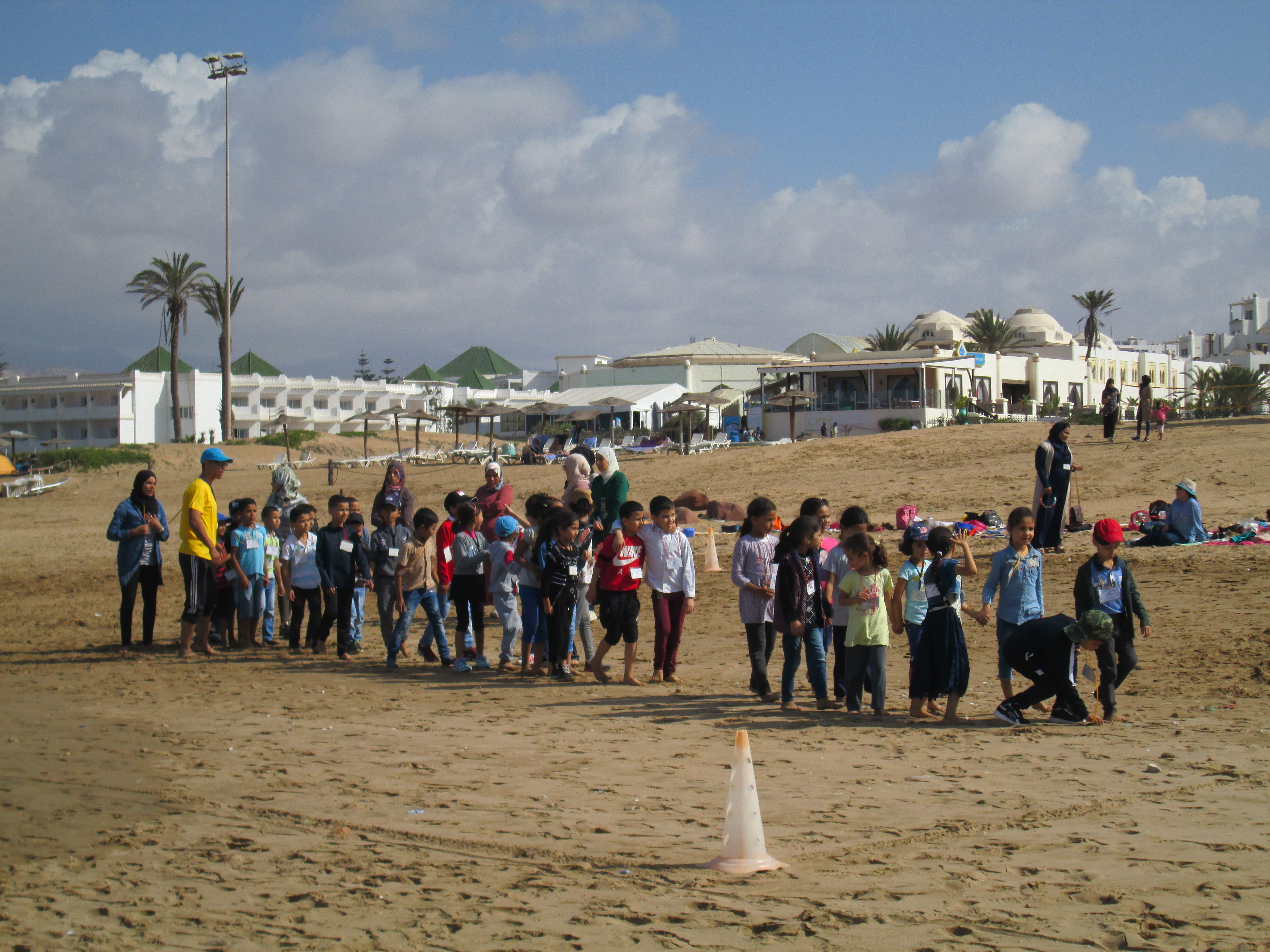
Marokkanische Kinder bei einer Sportveranstaltung am Strand

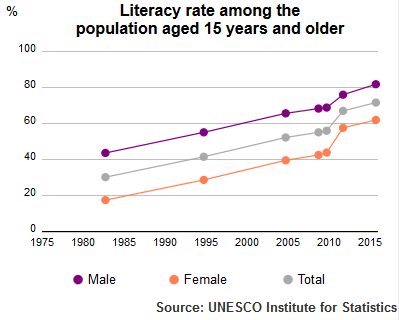
Lesefähigkeit der Bevölkerung über 15 Jahren Marokkos 1980–2015

Der Schulbesuch ist seit 1963 für 5- bis 13-Jährige obligatorisch und wurde 2002 auf die bis zu 15-Jährigen erweitert. Die Einschulungsquote beträgt 92 %, von den 15-Jährigen besucht jedoch nur noch die Hälfte die Schule. Der Unterricht erfolgt in den beiden ersten Schuljahren ausschließlich in arabischer Sprache, danach werden Mathematik und Naturwissenschaften in französischer Sprache unterrichtet. Die Alphabetisierungsrate betrug 2015 72,4 % (Frauen: 62,5 %, Männer: 82,7 %).
Etwa seit dem Jahr 2000 wurden die Bildungsanstrengungen stark erhöht. Das Bildungsbudget übersteigt seither das vieler anderer arabischer Staaten, jedoch gilt die Effizienz nach Analysen der Weltbank immer noch als sehr gering. Die Abbrecherquote in der Sekundarstufe ist hoch; weniger als 15 % der Schüler erreichen das Abitur. Marokko bildete 2003 mit Jemen und dem Irak nach Weltbankanalysen die Schlussgruppe bei einem Ranking der Schulleistungen in den arabischen Ländern. In Mathematik und Naturwissenschaften stellte Marokko 2003 das absolute Schlusslicht im Vergleich arabischer Länder dar. Ein Schwerpunkt der Bildungsanstrengungen wurde seither auf die Informatikausbildung gelegt. Doch sind auch die neu gegründeten Schulen und Hochschulen unterfinanziert. Es fehlt an Computern, Lehrbüchern und Plätzen für Praktika; die Fachrichtungsstruktur geht z. T. am Bedarf vorbei, so dass zahlreiche Absolventen der Sekundarschulen und Hochschulen nur schwer eine angemessene Beschäftigung im Land finden.
Die Ursachen dieser Schwächen sieht die Weltbank vor allem in der quantitativ und qualitativ unzureichenden Primarschulbildung, zu der der mit hohen Kosten modernisierte Überbau des Sekundarschulwesens und der Hochschulen in einem Missverhältnis steht, sowie in einer traditionalistischen pädagogischen und didaktischen Ausbildung, zentralistischen Entscheidungsstrukturen und einer fehlenden Evaluation. Dementsprechend ist das berufsbildende Schulwesen nur schwach entwickelt; es fehlt an praktischen Ausbildungsmöglichkeiten.

### Gesundheit
Das Gesundheitswesen ist im Vergleich zu anderen afrikanischen Staaten gut entwickelt. Die medizinische Versorgung der Stadtbevölkerung ist allerdings wesentlich besser als die der Landbevölkerung. Die Gesundheitsausgaben des Landes betrugen im Jahr 2021 5,7 % des Bruttoinlandsprodukts. Im Jahr 2017 praktizierten in Marokko 7,3 Ärztinnen und Ärzte je 10.000 Einwohner. Die Sterblichkeit bei unter 5-jährigen betrug 2022 17,3 pro 1000 Lebendgeburten. Die Lebenserwartung der Einwohner Marokkos ab der Geburt lag 2022 bei 75 Jahren (Frauen: 77,2, Männer: 72,9). Die Lebenserwartung stieg von 66,8 Jahren im Jahr 2000 bis 2022 um 12 %. Knapp die Hälfte aller Ärzte praktiziert in Casablanca und Rabat. Hauptprobleme der Gesundheitsvorsorge sind die Bekämpfung der Durchfall- und Parasitenkrankheiten, der Malaria und teilweise noch der Mangelernährung. Zugang zu Sanitäreinrichtungen hatten 2015 77 % der gesamten Bevölkerung, aber nur 66 % auf dem Land.

## Geschichte

### Antike
Bereits im 2. Jahrtausend v. Chr. besiedelten Berber-Stämme das Gebiet des heutigen Marokko. Vom 12. Jahrhundert v. Chr. an gründeten die Phönizier an der Küste Handelsniederlassungen, darunter auch Karthago im Gebiet des heutigen Tunesien, das seit dem 8. Jahrhundert v. Chr. Stützpunkte im Mittelmeerraum errichtete. Im Innern des Landes bildete sich wahrscheinlich schon im 4. Jahrhundert v. Chr. das Königreich Mauretanien heraus, das durch den Zusammenschluss mehrerer Berber-Stämme entstanden war.

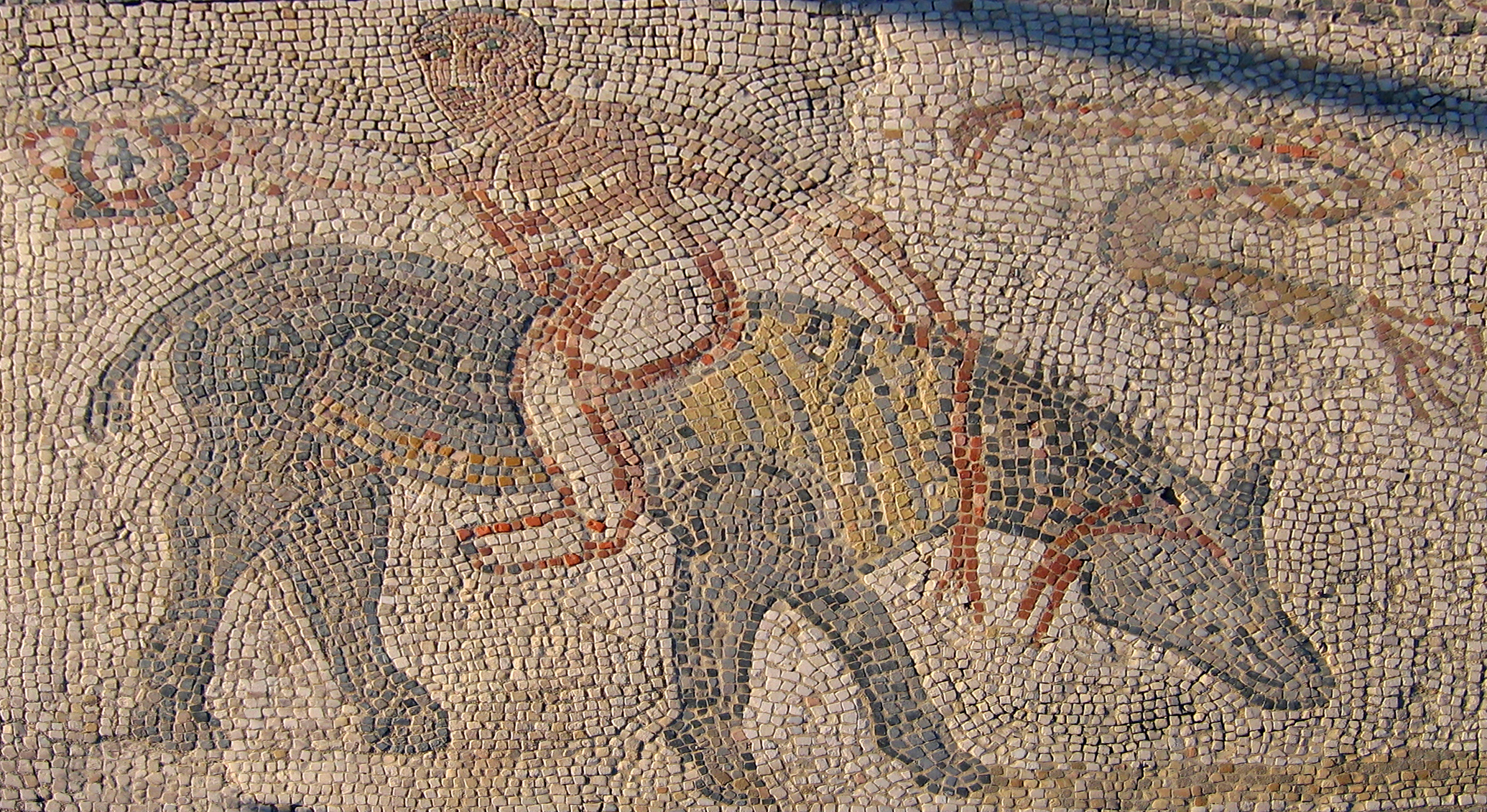
Römisches Mosaik in Volubilis

Nach der Zerstörung Karthagos im Dritten Punischen Krieg 146 v. Chr. gerieten die Handelsniederlassungen an der Küste wie auch das Königreich Mauretanien unter römischen Einfluss. 33 v. Chr. wurde das Gebiet römisches Protektorat und schließlich 42 n. Chr. als Mauretania Tingitana mit der Hauptstadt Tingis (heute Tanger) und Mauretania Caesariensis mit der Hauptstadt Caesarea (heute Cherchell in Algerien) zu römischen Provinzen. Rom errichtete in der Folge zum Schutz gegen die im Gebirge und in der Sahara lebenden Berber-Stämme im Süden einen Grenzwall (Limes Mauretaniae).
429 fielen die Vandalen in Nordafrika ein, konnten sich jedoch nur bis 477 in Tanger und Ceuta behaupten. Unter Kaiser Justinian I. (527–565) stießen oströmische Truppen bis zur Straße von Gibraltar vor, beschränkten aber ihre Herrschaft im heutigen Marokko ebenfalls auf diese beiden Städte und befestigten sie.

### Mittelalter
Um 700 erreichten die Araber bei ihren Vorstößen nach Westen die Gegend, begannen mit der Islamisierung der unterworfenen Bevölkerung und benannten sie nach dem arabischen Wort für Westen oder Sonnenuntergang „Maghreb“: Al-Maghrib ist heute der offizielle Name Marokkos. Ein islamisierter Berber, Tariq ibn Ziyad, setzte dann 711 mit einer Reitertruppe von Ceuta über die Meerenge nach Spanien über und eroberte das Westgotenreich. Der Ort der Landung, der „Felsen des Tarik“ (arabisch Jabal Tariq), trägt seinen Namen: Gibraltar.
Die Araber konnten den Widerstand in Nordafrika zunächst jedoch nicht brechen; gegen die Herrschaft der Kalifen kam es um 750 zu zahlreichen Berber-Aufständen. 789 begründete schließlich Mulay Idris als Idris I. die Dynastie der Idrisiden mit der Hauptstadt Fès. Das Reich war bis Ende des 10. Jahrhunderts Zentrum des Islam in Nordafrika. Die von 1062 bis 1147 herrschenden Almoraviden, Angehörige einer Berber-Sekte aus dem Süden, verlegten die Hauptstadt nach Marrakesch. Die Almohaden (1147 bis 1269) machten Marokko zum Herzstück eines Reiches, das sich von Sizilien im Osten über das Atlasgebirge bis weit nach Spanien hinein erstreckte. Die Herrschaft der folgenden Dynastie, der Meriniden, währte etwa 150 Jahre; die Hauptstadt Fès wurde zu einem Zentrum von Kunst und Wissenschaft. Bereits ab 1420 übernahmen ihre Vettern, die Wattasiden stellvertretend die aktive Regentschaft. Die Oberherrschaft fiel ihnen dann ab 1465 in Gänze zu. Sie konnten jedoch gegenüber den lokalen Berberfürsten, den religiösen Bruderschaften und den lokalen Stadtfürsten keine Autorität gewinnen, und scheiterten darin, die atlantischen Häfen und die einsetzende Einwanderung aufgrund der spanischen Reconquista zu kontrollieren. Die Küstenstädte des Maghreb gerieten in dieser Zeit unter die Kontrolle Portugals sowie, mit dem Abschluss der Reconquista ab 1492, auch der neu entstehenden Großmacht Spanien, die zu Beginn der Neuzeit ihrerseits mit einer Allianz zwischen den Habsburgern und den Osmanen konfrontiert wurde. Das osmanische Großreich dehnte seine Einflusssphäre im Mittelmeer bis in den Maghreb aus.

### Neuzeit

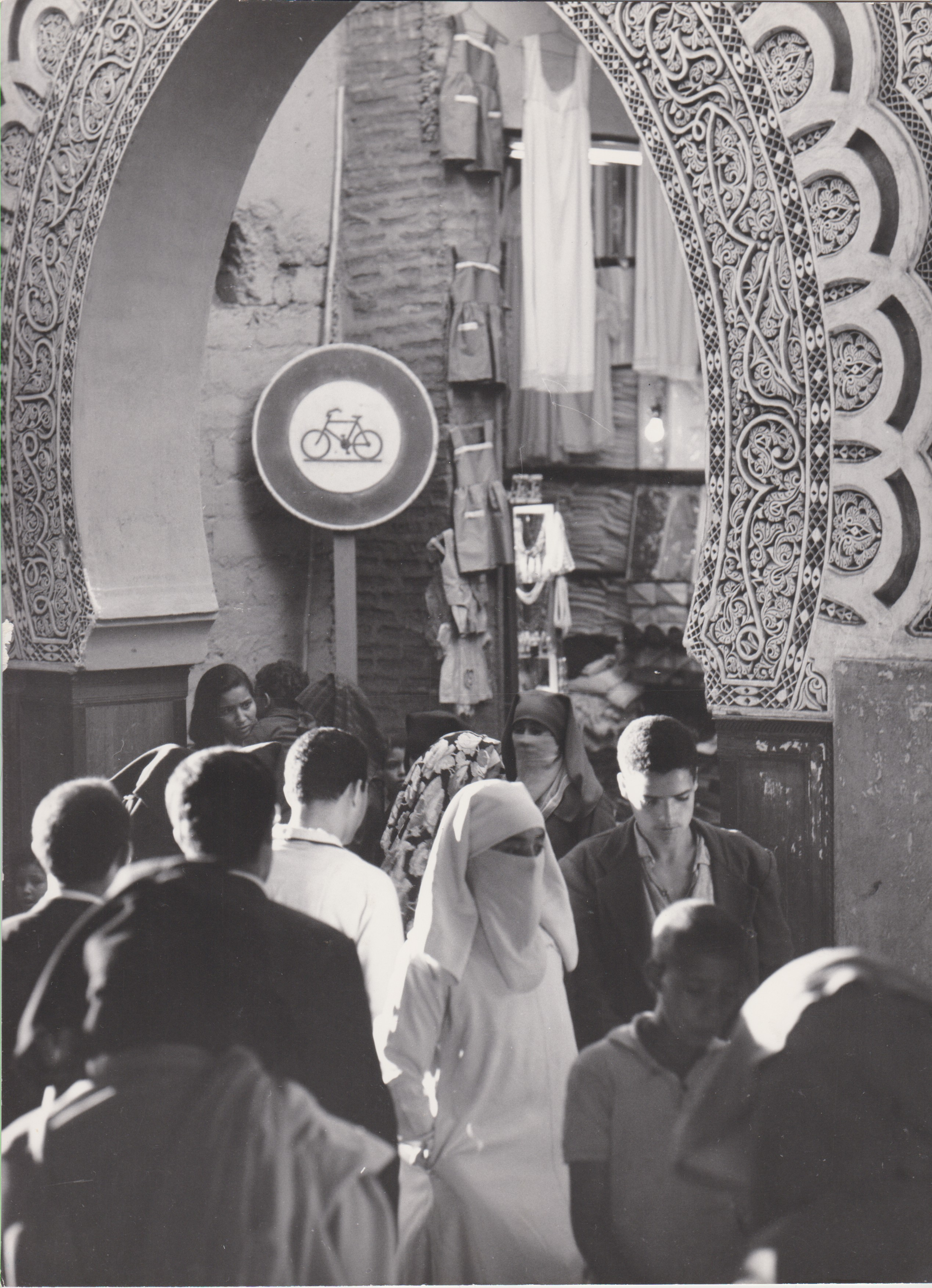
Marrakesch in den 1960er Jahren

Während die Macht der Wattasiden zusehends erodierte, erstarkte im Süden des Maghreb die nächste Dynastie, nämlich jene der Saadier (Banu Saad), die als scherifischer Clan ab 1510 die islamischen Bruderschaften und Marabouts Südmarokkos vereinen und den Widerstand gegen Portugal organisieren konnte. Sie eroberten im Jahre 1541 Agadir von den Portugiesen zurück. Dies verschaffte dem Clan eine breite Anerkennung auch im Norden des Landes, sodass sie schließlich 1549 mit der Eroberung von Fès als erstes scherifisches Sultanat die Oberhoheit über das gesamte Land erlangten. Erst ab 1578 gelang unter Ahmad al-Mansur eine wirtschaftliche und politische Stabilisierung des Landes. Ein Stopp der fortwährenden Angriffe von Korsaren auf die maghrebinische Küste jedoch war nur durch die Anerkennung der Oberhoheit der Osmanen zu erreichen. Neue Handels- und Konsularverträge mit europäischen Mächten sowie ein Fokus auf den Transsahara-Handel erlaubten jedoch eine vorsichtige Emanzipation gegenüber osmanischen Versuchen der Einflussnahme.
Ein Thronfolgestreit nach dem Tod al-Mansurs im Jahre 1603 führte zu einer erneuten Zersplitterung des Landes, deren Auswirkungen das Land unregierbar machten und zum Ende der Dynastie führten.
Bis die Macht im Jahre 1669 schließlich an die Dynastie der Alawiden überging, die bis heute in Marokko herrscht, hatten kleinere Fürsten ihre lokale Macht stabilisiert – ihre wirtschaftliche Macht basierte auf den tributpflichtigen Märkten und Häfen, letztere oft die Basis von international operierenden Freibeutern und Korsaren. Das bekannteste Beispiel eines solchen Stadtstaates innerhalb Marokkos ist die Piratenrepublik in Salé.
Die Alawiden befreiten nach und nach die meisten der von Spanien und Portugal besetzten Küstenstädte und weiteten ihren Einfluss aus. Die verbreitete Duldung und auch Nutzung der Piraterie zur Wahrung wirtschaftlicher und geostrategischer Interessen jedoch brachte dem Sultanat Marokko und auch den osmanischen Regentschaften in Algier, Tunis und Tripolis die Bezeichnung als Barbareskenstaaten ein. Es kam in diesem Zusammenhang mehrfach zu militärischen Konflikten mit Frankreich, Spanien und Venedig.
Eine nachhaltige innere Balance zwischen der Autonomie von Berberstämmen und Städten auf der einen Seite und der Oberhoheit der Dynastie der Alawiden auf der anderen kam aber erst ab 1757 unter Mulai Muhammad zum Tragen. Die dafür nötigen Finanzmittel versprach man sich durch Freundschafts- und Handelsverträge mit diversen europäischen Ländern, und auch mit den USA.
Die internationalen Partner erwarteten sich von den Gütern in Marokko nicht allzu viel. Hingegen versprachen der gefahrlose Zugang zu marokkanischen Häfen, das Zurückdrängen der Piraterie sowie des immer noch häufigen Handels mit europäischen Sklaven eine nachhaltige Absicherung der Handelsschifffahrt im Mittelmeer gegen den Einfluss der Großmacht der Osmanen, und man war bereit dafür zu bezahlen – wenn auch unter Zähneknirschen und unter Bedingungen. Die Vertragsmächte nutzten in der Folge ihren wachsenden Einfluss und erreichten so ein offizielles Verbot der Piraterie im Sultanat Marokko im Jahre 1817 sowie weitere Handels- und Zollerleichterungen.
Während die Alawiden ihren Einfluss im Inneren steigern konnten, erlitten sie außenpolitisch empfindliche Rückschläge, hauptsächlich, weil aus marokkanischen Häfen operierend weiterhin Piraten den Seehandel im Mittelmeer gefährdeten, und weil im Sog des Zerrens der Großmächte um Einfluss im Maghreb die Alawiden den lokalen Widerstand gegen die Besetzung Algeriens durch Frankreich im Jahr 1830 unterstützten.
In der Folge versuchte Frankreich, seinen Einfluss auf Marokko weiter auszudehnen. 1843/44 kam es zum Krieg, der mit einer Niederlage der marokkanischen Truppen endete, worauf das Sultanat Marokko vollends zum Zankapfel der miteinander konkurrierenden europäischen Mächte wurde.

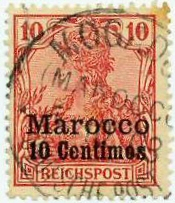
Für einen reibungslosen Postverkehr mit Deutschland wurden in Marokko deutsche Postämter errichtet; diese arbeiteten von 1899 bis 1914 im französischen und bis 1919 im spanischen Gebiet

Zu Beginn des 20. Jahrhunderts kam es im Zuge dieser Entwicklung zu einer Konfrontation Frankreichs mit dem Deutschen Reich, das versuchte, gegen den wachsenden französischen Einfluss in Marokko eigene wirtschaftliche und politische Interessen durchzusetzen. 1905 stattete Kaiser Wilhelm II. dem Sultan in Tanger einen demonstrativen Besuch ab (→ Erste Marokkokrise). Dennoch stand das Deutsche Kaiserreich in der Konferenz von Algeciras 1906 mit seinen Ansprüchen isoliert da und es musste im Berliner Marokko-Kongo-Vertrag von 1911 Marokko als französisches Einflussgebiet anerkennen (→ Zweite Marokkokrise/„Panthersprung nach Agadir“).
Verlust der Unabhängigkeit
Bereits ein Jahr später wurde das Land im Protektoratsvertrag vom November 1912 in die Protektorate Französisch-Marokko und Spanisch-Marokko im Norden aufgeteilt; die Stadt Tanger erhielt 1923 als Tanger-Zone internationalen Status. Formal blieb der Sultan Herrscher Marokkos.
Im Süden unterstützte Tihami al-Glawi, das Oberhaupt des einflussreichen Glaoui-Berberstammes, von Anfang an das französische Protektoratsregime gegen den Führer des antikolonialen Aufstandes Ahmed al-Hiba (El Hiba) in Südmarokko und Westsahara. Letzterer hatte den Kampf gegen die Kolonialmacht von seinem Vater Mā al-ʿAinin übernommen. Der einhellige Widerstand der Berber im Norden ging zu dieser Zeit von Moha ou Hammon aus, dessen Stammsitz Khénifra die Franzosen am 12. Juni 1914 eroberten. Am 13. November 1914 fügten die unter Moha ou Hammon versammelten Berbertruppen einige Kilometer südlich von Khénifra den Franzosen die schwerste Niederlage während der „Befriedungsaktionen“ zu. Dabei starben 613 französische Soldaten und für den Generalresidenten Hubert Lyautey schien danach das gesamte Protektorat zu scheitern.
Auch nach dem Ersten Weltkrieg erhoben sich immer wieder Berber. Unter der Führung von Abd al-Karim brach 1921 in der spanischen Zone der Aufstand der Rif-Kabylen aus. Die Unruhen erfassten auch das französische Protektorat. Erst 1926 gelang es Frankreich und Spanien gemeinsam, den Aufstand niederzuschlagen. Sultan Mohammed V. (1927 bis 1961) stand im Zweiten Weltkrieg auf Seiten Frankreichs. Nach der Niederlage Frankreichs 1940 stand das Land zunächst unter Kontrolle Vichy-Frankreichs. Amerikaner und Briten landeten am 8. November 1942 in Casablanca, aber auch in Oran und Algier. Der Widerstand der Vichy-Franzosen erlosch bald. Insgesamt konnte in dieser Zeit die arabisch-nationalistische Unabhängigkeitsbewegung an Einfluss gewinnen. 1944 konstituierte sich die „Partei der Unabhängigkeit“ (Al-hizb al-istiqlal).
Nach der Gründung Israels 1948 wanderten die meisten der ca. 250.000 Juden aus. Sie flohen vor antisemitischen Anfeindungen und Pogromen in den Städten Oujda und Jérada.
Anfang der 1950er Jahre kam es aufgrund der wachsenden Unabhängigkeitsbestrebungen zu Spannungen zwischen dem Sultan und der französischen Protektoratsverwaltung. Im August 1953 verbannten ihn die Franzosen nach Madagaskar und setzten seinen Onkel Muhammad Mulay ibn Arafah als Sultan ein. Daraufhin wurde das Land von einer Welle nationaler Empörung gegen die Fremdherrschaft erfasst. Frankreich und Spanien konnten ihre Protektoratsmacht nicht mehr aufrechterhalten. Muhammad V. konnte im Jahr 1955 zurückkehren.
Nach der Unabhängigkeit 1956
Die volle Unabhängigkeit von Frankreich und Spanien erlangte das Land 1956. Lediglich die Enklaven Ceuta, Melilla und Sidi Ifni (bis 1969) blieben in spanischem Besitz. 1957 nahm Muhammad V. den Königstitel an. Am 1. September 1959 wurde das Frauenwahlrecht sowohl für die kommunale als auch für die nationale Ebene garantiert. Am 18. Juni 1963 wurde es erstmals ausgeübt.
Nach dem Tod Muhammad V. 1961 folgte ihm sein Sohn als Hassan II. auf den Thron, der von Anfang an einen Kurs der Westorientierung mit starker Anlehnung an Frankreich und das Europa der späteren Europäischen Gemeinschaft anstrebte. Die Spannungen mit dem unabhängigen Algerien führten 1963 zum algerisch-marokkanischen Grenzkrieg. In der gesamtarabischen Politik bemühte er sich um eine Mittlerrolle. 1971/72 und 1983 misslangen Versuche, eine Republik zu errichten.
1976 entließ Spanien seine Provinz Spanisch-Sahara (Westsahara) in die Unabhängigkeit. Mauretanien und Marokko teilten das Land kurzerhand unter sich auf. Kurz danach setzten die Kampfhandlungen zwischen der marokkanischen Armee und Einheiten der Frente Polisario (Volksbefreiungsbewegung der Westsahara) sowie Truppenteilen Algeriens ein, das die Polisario unterstützte. Diese rief die „Demokratische Arabische Republik Sahara“ aus und gründete eine Exilregierung. 1979 schloss Mauretanien einen Friedensvertrag mit der Polisario und räumte seinen Anteil an der Westsahara. Daraufhin okkupierte Marokko das ganze Territorium. Seither tobte in der Westsahara ein blutiger Krieg, der Marokko stark belastete. Im August 1988 stimmten das in der Westsahara-Frage international zunehmend isolierte Marokko wie auch die Polisario dem Westsahara-Plan der Vereinten Nationen zu, der einen Waffenstillstand vorsah sowie die Durchführung einer Volksabstimmung über das zukünftige Schicksal des okkupierten Territoriums. 1991 wurde ein Waffenstillstand vereinbart. Das Referendum wurde seither aber immer wieder verschoben, weil beide Seiten keine Einigung über die genaue Zahl der Stimmberechtigten erzielen konnten. Unterdessen betreibt Marokko eine umfassende Besiedlungspolitik in der Westsahara. Ein Großteil der westsaharischen Bevölkerung lebt in Flüchtlingslagern in Algerien.
Mit Spanien existieren noch ungelöste Territorialstreitigkeiten über die Exklaven Ceuta und Melilla sowie über die küstennahen Inseln Isla Perejil, Chafarinas, Alhucemas und Vélez de la Gomera. Die Souveränität Spaniens über die genannten Gebiete wird von Marokko nicht anerkannt. Der Streit eskalierte 2002, als ein winziges Kontingent marokkanischer Truppen die Isla Perejil besetzte. Ein spanisches Armeekommando überwältigte die marokkanischen Soldaten unblutig und repatriierte sie. Der Streit wurde dabei diplomatisch durch die Vermittlung der USA und der EU entschärft. Ungeachtet dieses kleinen Zwischenfalles gestaltet sich die praktische Zusammenarbeit spanischer und marokkanischer Behörden vor Ort ausgezeichnet, was beide Seiten stets offiziell beteuerten. Die amerikanisch-marokkanischen Beziehungen sind dagegen so gut, dass die USA Marokko im Juni 2004 den Status eines hauptverbündeten Alliierten außerhalb der NATO zuerkannten.
König Mohammed VI. setzte im April 2004 eine unabhängige nationale Kommission für Gleichheit und Versöhnung ein, die sich mit der Aufarbeitung von Menschenrechtsverletzungen aus der Regierungszeit seines Vaters, König Hassans, befassen sollte. Ab Dezember 2004 fanden öffentliche Anhörungen ehemaliger Gefangener statt, die auch im Radio und Fernsehen übertragen wurden. Um die Idee der nationalen Versöhnung nicht zu gefährden, wurden die Beschuldigten nicht beim Namen genannt. Hauptziel ist nicht die strafrechtliche Verfolgung der Täter, sondern die moralische Wiedergutmachung für die Opfer und ihre Familien. Die Lage der Menschenrechte bot dennoch Anlass zur Kritik. Die Organisation Reporter ohne Grenzen erhob zur selben Zeit schwere Vorwürfe gegen die Regierung wegen der Inhaftierung und Folterung von Journalisten. Außerdem waren im Zusammenhang mit den Terroranschlägen vom 11. September 2001 sowie von Casablanca (16. Mai 2003) und Madrid (2004) zwischen 2.000 und 7.000 Personen verhaftet worden. Deshalb startete im Mai 2005 ein neues Programm zur wirtschaftlichen und sozialen Entwicklung der Slums, die als Hauptnährboden für islamistische Gewalt gelten.
Auch das Verhältnis Marokkos zu den Juden entspannte sich in den 2020er Jahren auf Initiative Mohammed VI. Im Jahr 2021 nahm Marokko wieder diplomatische Beziehungen zu Israel auf, nachdem sie 1967 im Laufe des Sechstagekriegs abgebrochen worden waren. Im Jahr 2022 erhielt die jüdische Gemeinde Marokkos auf Anregung Mohammed VI. eine staatlich anerkannte Organisationsstruktur. Neben der religiösen Organisation der Juden in Marokko sollen diese Strukturen auch das kulturelle Erbe der Juden in Marokko pflegen und die Beziehungen zu Juden im Ausland fördern. Unter anderem wurden auch ca. 100 Synagogen, die nicht mehr genutzt wurden, renoviert. Nach dem Exodus der Juden in den 1960er Jahren beträgt die jüdische Bevölkerung nur noch ca. 3000 Gläubige.
Anfang 2011 kam es unter dem Eindruck des Arabischen Frühlings zu Protesten in mehreren Städten, bei denen eine demokratische Verfassung gefordert wurde. Die Staatsspitze reagierte darauf mit einem Verfassungsreferendum, das von der Oppositionsbewegung jedoch boykottiert wurde. Die mit 98 % Zustimmung angenommene Verfassungsänderung schreibt erstmals Marokkanisches Tamazight als Amtssprache neben Arabisch fest und verschiebt einige Kompetenzen vom König auf den Premierminister und das Parlament. Auch ist der König nun verpflichtet, den Premierminister aus der Partei zu ernennen, die bei den Wahlen die meisten Parlamentssitze erhalten hat. Bisher hatte er diesbezüglich freie Hand.

## Politik

### Politisches System
Gemäß der Verfassung von 1992, zuletzt geändert 1996 und 2011, ist Marokko nominell eine konstitutionelle Monarchie, deren derzeitiges Staatsoberhaupt seit dem 23. Juli 1999 König Mohammed VI. ist, der der Dynastie der Alawiden angehört. Er ist Oberbefehlshaber der Streitkräfte. Der König ernennt nicht nur den Ministerpräsidenten, der in der Regel von der stärksten politischen Partei des Parlamentes vorgeschlagen wird, sondern auch einzelne Minister und muss dem gesamten Kabinett zustimmen. Außerdem hat er das Recht, das Parlament jederzeit aufzulösen und den Ausnahmezustand zu verhängen. Im Vergleich zu europäischen Monarchen hat der marokkanische König weitergehende Kompetenzen unter einer eingeschränkten Gewaltenteilung. In der Realität beherrscht der König das Land teilweise autoritär.
Marokko verfügte nach der Verfassungsreform von 1996 über ein Zweikammersystem aus Nationalversammlung und der Ratskammer. Die Nationalversammlung bestand nun aus 325 Mitgliedern, die alle fünf Jahre direkt gewählt werden; 30 Sitze waren für Frauen reserviert. Wahlberechtigt waren alle Marokkaner ab dem Alter von 20 Jahren. Die Nationalversammlung konnte mit Zweidrittelmehrheit dem Ministerpräsidenten das Misstrauen aussprechen. Der Senat bestand aus 270 Mitgliedern, die alle neun Jahre in indirekter Wahl bestimmt wurde. Die vom Parlament verabschiedeten Gesetze bedurften der Zustimmung des Monarchen. Um die Reformen zügig umzusetzen, wurde die Parlamentswahl um etwa zehn Monate auf den 25. November 2011 vorverlegt. Nach der neuen Verfassung werden insgesamt 395 Parlamentssitze vergeben, davon 305 über Parteilisten in 92 Wahlbezirken. Die weiteren 90 Sitze werden über eine so genannte nationale Liste gewählt; 60 Sitze sind für Frauen und 30 Sitze für junge Abgeordnete unter 40 Jahren reserviert.

### Wahlen
Zur Parlamentswahl 2021 wurde eine umstrittene Wahlrechtsreform durchgeführt. Dadurch wurde vor allem die Regierungspartei PJD benachteiligt. Sie musste gewaltige Verluste hinnehmen und gewann nur 13 Mandate im neu gewählten Parlament. Stärkste Partei wurde die RNI unter ihrem Vorsitzenden Aziz Akhannouch. Er wurde von König Mohammed mit der Regierungsbildung beauftragt.

### Rechtssystem
Die Verfassung des Landes gewährt eine unabhängige Judikative. Das Rechtswesen orientiert sich weitgehend am französischen Vorbild. Im Familien- und Erbrecht gilt die Moudawana, die europäisches Zivilrecht enthält und auf die Gesetze des sunnitischen Islam (Schari’a) zurückgeht. Für Juden gilt talmudisches Familienrecht. Höchste juristische Instanz ist der Oberste Gerichtshof in Rabat. Dessen Richter werden vom König ernannt.

### Menschenrechte
Im Land werden regelmäßig die Menschenrechte verletzt, vor allem die Meinungsfreiheit im Land ist stark eingeschränkt.
Auch Amnesty International sieht die Rechte auf Meinungs-, Vereinigungs- und Versammlungsfreiheit im Zusammenhang mit der staatlichen Sicherheit stark eingeschränkt. Die Regierung reagiert teilweise sehr intolerant auf Meinungen oder Informationen, die als Angriff auf die Monarchie gewertet werden. So wurden Menschenrechtsverteidiger, Journalisten und weitere Personen strafrechtlich verfolgt, weil sie Korruption angeprangert und die Behörden kritisiert hatten.

#### Frauenrechte
Frauen und Männer haben laut Verfassung (von 2011) die gleichen Rechte. Die marokkanische Verfassung verlangt außerdem, dass Frauen bei der Eheschließung volljährig sein müssen, obwohl gewisse Ausnahmen zulässig sind. Allerdings hat das marokkanische Justizministerium in einer Studie festgestellt, dass die Zahl von minderjährig Verheirateten von 2004 bis 2013 auf fast das Doppelte angestiegen ist (von 18.341 auf 35.152).
Trotz rechtlicher Gleichstellung werden Frauen in Marokko unterdrückt. Laut Genfer Weltwirtschaftsforum rangiert Marokko bei den Frauenrechten auf Platz 133 von 142 untersuchten Staaten.
Der Erwerb der Staatsangehörigkeit für Kinder von marokkanischen Frauen, die mit ausländischen Männern verheiratet sind, ist nahezu unmöglich. Die Mütter können ihre Staatsangehörigkeit nicht einfach an ihre Kinder weitergeben. Die Kinder müssen jedes Jahr ihre Aufenthaltserlaubnis erneuern. Insgesamt ist der Erwerb der marokkanischen Staatsangehörigkeit sehr schwierig. Von 1965 bis 2007 konnten nur 1.646 Personen die marokkanische Staatsangehörigkeit erhalten.

#### Homosexualität
Artikel 489 des marokkanischen Strafgesetzbuches bestraft gleichgeschlechtliche Handlungen – unabhängig vom Geschlecht der Personen – mit einer Gefängnisstrafe von sechs Monaten bis zu drei Jahren und Geldbuße. Im 19. Jahrhundert und bis in die 1960er Jahre galt Marokko als insbesondere in der arabischen Welt tolerantes Land in Bezug auf sexuelle Zuwendung unter Männern, die auch heute graduell sichtbar gelebt wird.
2009 wurden 25 Teilnehmer an einem Pilgerfest zu Ehren des Heiligen Sidi Ali Ben Hamduch, der laut Legende homosexuell gewesen sein soll, aufgrund des Verdachts festgenommen, schwul zu sein. In vielen Jahren davor war die Teilnahme von homosexuellen Paaren an dieser Veranstaltung toleriert worden. Die Homosexuellenorganisation Kifkif (von Gleich zu Gleich) ortet Rückschritte und berichtet konkret von einer Kampagne der islamistischen Partei PJD und einer Fatwa gegen die „Beschönigung der Homosexualität“. Es kommt immer wieder zu Razzien und Verhaftungen von Männern.

### Politische Indizes
| Name des Index                     | Indexwert    | Weltweiter Rang | Interpretationshilfe | Jahr |
| ---------------------------------- | ------------ | --------------- | --- | ---- |
| Fragile States Index               | 68,8 von 120 | 84 von 179      | Stabilität des Landes: Warnung 0 = sehr nachhaltig / 120 = sehr alarmierend Rang: 1 = fragilstes Land / 179 = stabilstes Land | 2024 |
| Demokratieindex                    | 4,97 von 10  | 91 von 167      | Hybridregime 0 = autoritäres Regime / 10 = vollständige Demokratie                                                            | 2024 |
| Freedom in the World Index         | 37 von 100   | —               | Freiheitsstatus: teilweise frei 0 = unfrei / 100 = frei                                                                       | 2022 |
| Rangliste der Pressefreiheit       | 45,4 von 100 | 135 von 180     | Schwierige Lage für die Pressefreiheit 100 = gute Lage / 0 = sehr ernste Lage                                                 | 2022 |
| Korruptionswahrnehmungsindex (CPI) | 37 von 100   | 99 von 181      | 0 = sehr korrupt / 100 = sehr sauber                                                                                          | 2024 |

### Außenpolitik
Marokko ist Mitglied der
- Vereinten Nationen,
- Afrikanischen Union,
- Arabischen Liga,
- Welthandelsorganisation (WTO),

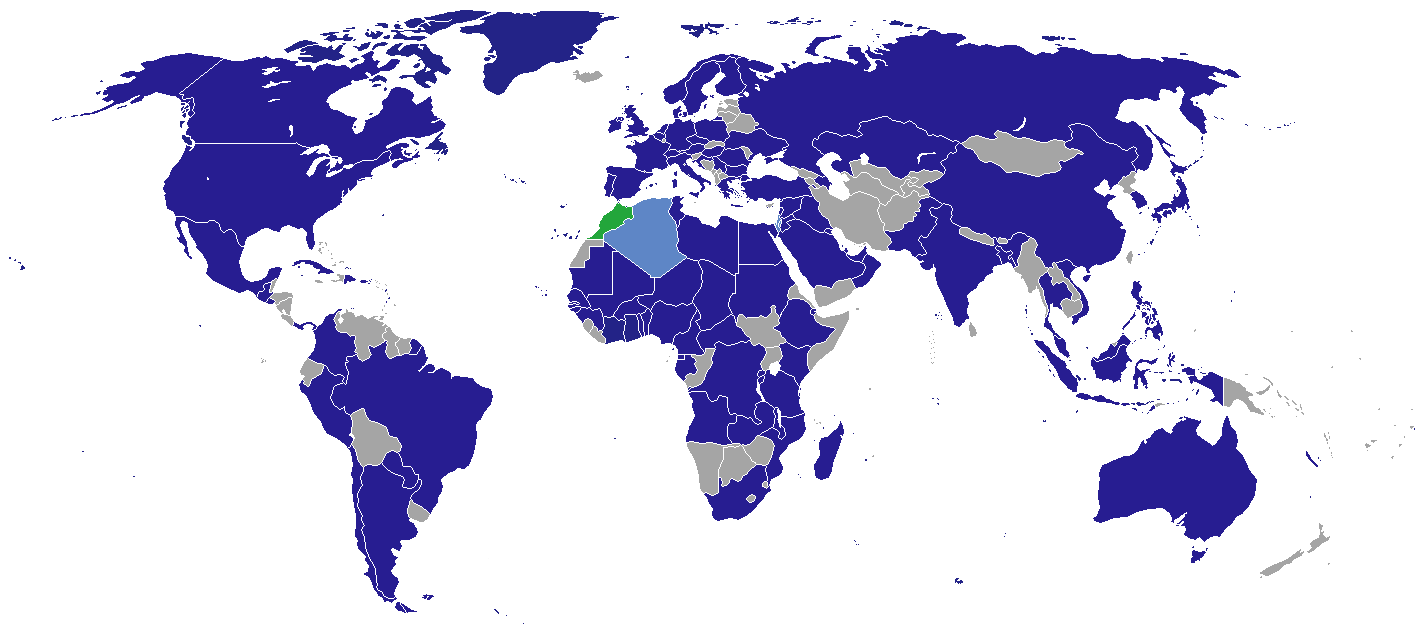
Diplomatische Beziehungen

- Europäischen Bank für Wiederaufbau und Entwicklung,
- Organisation für Islamische Zusammenarbeit
- Union des Arabischen Maghreb

Wegen der Aufnahme der Arabischen Demokratischen Republik Sahara (Westsahara) in die Afrikanische Union (AU) hatte Marokko als einziger afrikanischer Staat seine Mitgliedschaft in der AU, die Marokko mitbegründet hat, 33 Jahre lang zurückgezogen. Am 30. Januar 2017 wurde Marokko wieder in die Afrikanische Union aufgenommen.
Aufgrund der Unterstützung Algeriens für die Frente Polisario in der Westsahara und weiterer Streitigkeiten sind die Beziehungen zu Algerien stark belastet. Die Grenze zwischen beiden Staaten wurde 1994 geschlossen, was die Wirtschaft beider Länder belastet. 2021 wurden die diplomatischen Beziehungen von Algerien nach erneuten Streitigkeiten abgebrochen.
Gegenüber Spanien erhebt Marokko weiterhin Anspruch auf die Plaza de soberanía (darunter Ceuta und Melilla), was die marokkanisch-spanischen Beziehungen in der Vergangenheit belastet hat. Beide Länder kooperieren allerdings eng bei der Verhinderung der illegalen Migration an der gemeinsamen Grenze und haben ihre wirtschaftlichen Kontakte ausgebaut.
Marokko steht seit 2004 auf der Liste der Major non-NATO ally, auf der enge diplomatischen und strategische Partner der USA außerhalb der NATO stehen.
Im März 2021 kam es zu Spannungen zwischen Marokko und Deutschland hinsichtlich Deutschlands Haltung zum Westsaharakonflikt. Marokko rief daraufhin seine Botschafterin aus Berlin zurück und verhängte ein Kontaktverbot zur Deutschen Botschaft und zu deutschen Organisationen. Im darauffolgenden Jahr näherten sich die beiden Länder wieder an, und bei einem Besuch der deutschen Außenministerin Annalena Baerbock im August 2022 wurde eine Vertiefung der deutsch-marokkanischen Beziehungen beschlossen.

#### Beziehungen zur EU
Im Jahr 1987 hatte Marokko einen Beitrittsantrag auf EG-Mitgliedschaft gestellt. Dieser wurde vom Rat der EG am 14. Juli 1987 aus geografischen Gründen abgelehnt. Marokko ist ein wichtiger Partner der Europäischen Union (EU). Das im Jahr 2000 in Kraft getretene Assoziierungsabkommen bildet den allgemeinen Rahmen für die Beziehungen zwischen der EU und Marokko. Diese Assoziierungsabkommen mit Marokko wurden am 29. September 2021 vom Gericht der EU (EuG) für ungültig erklärt.
Im Rahmen der Euro-Mediterranen Partnerschaft kooperiert Marokko mit der EU, ergänzt durch die Instrumente der Europäischen Nachbarschaftspolitik (ENP). 2008 wurde der Barcelona-Prozess in eine Union für den Mittelmeerraum umgewandelt.
Im Dezember 2011 gab der Rat der Europäischen Kommission grünes Licht für die Aufnahme von Handelsverhandlungen mit Marokko über ein vertieftes und umfassendes Freihandelsabkommen. Im Jahr 2012 schlossen die EU und Marokko ein Liberalisierungsabkommen mit Maßnahmen zur gegenseitigen Liberalisierung des Handels mit landwirtschaftlichen Erzeugnissen, landwirtschaftlichen Verarbeitungserzeugnissen, Fisch und Fischereierzeugnissen, dessen räumlicher Geltungsbereich sich mit dem des Assoziierungsabkommens EU-Marokko deckt.
Am 7. Juni 2013 vereinbarten EU und Marokko eine Mobilitätspartnerschaft, aufgrund der man in Verhandlungen über ein Abkommen zur Erleichterung der Visaerteilungsverfahren für bestimmte Personenkategorien (unter anderem Studenten, Wissenschaftler und Geschäftsleute) eintreten und die Verhandlungen über ein Abkommen zur Rückübernahme illegaler Migranten wieder aufnehmen konnte.
Seit 2022 laufen Ermittlungen gegen mehrere EU-Abgeordnete, die seit 2019 vom marokkanischen Auslandsgeheimdienst bestochen worden sein sollen.

### Militär

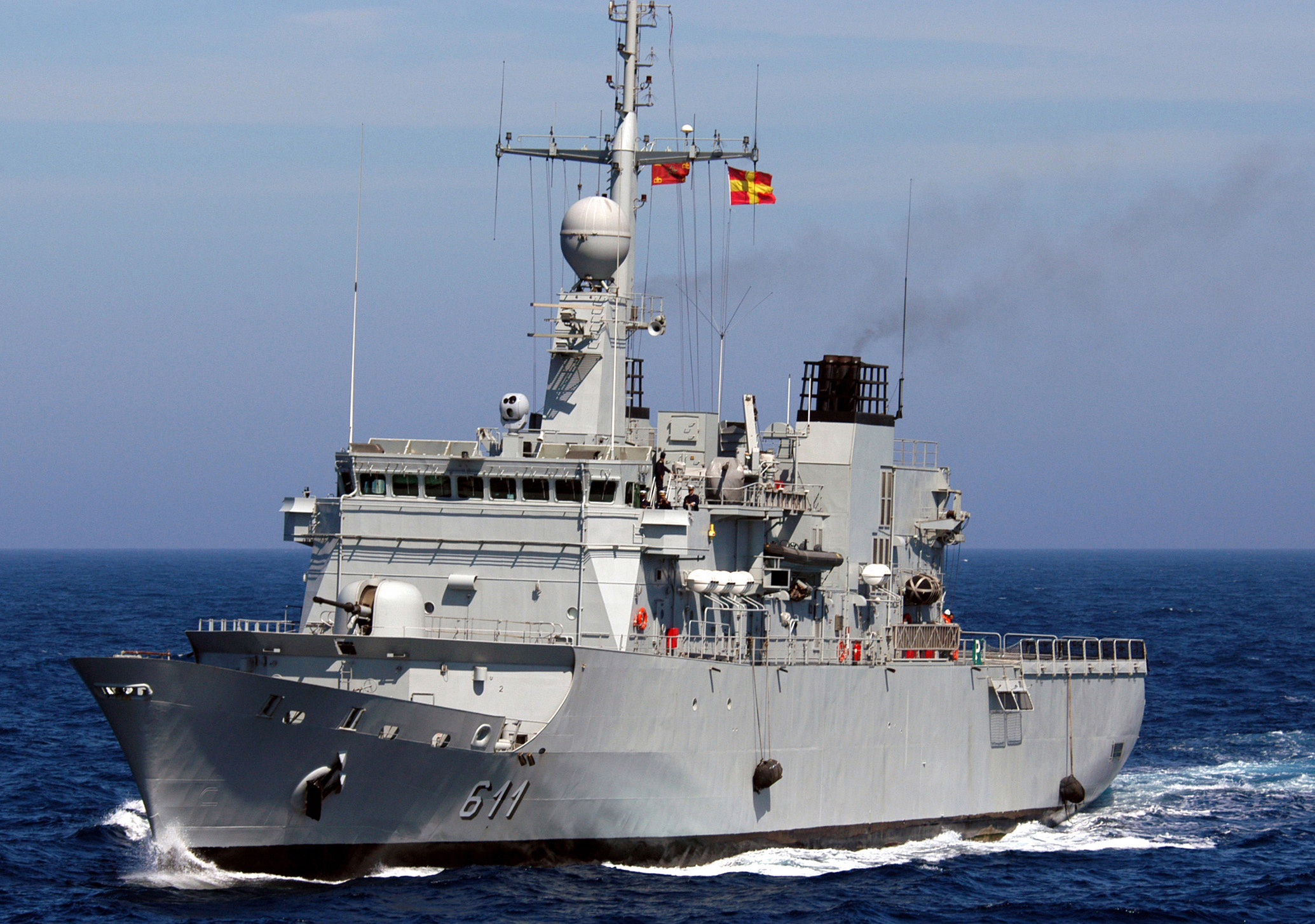
Marokkanische Fregatte der Floreal-Klasse: Muhammed V (FFGHM 611)

Das marokkanische Militär wurde 1956 nach der Unabhängigkeit von Frankreich und Spanien gegründet. Es ist heute in fünf Teile gegliedert.
| Teil                                  | Personen | Gründung |
| ------------------------------------- | -------- | -------- |
| Königlich Marokkanisches Heer         | 175.000  | 1956     |
| Königlich Marokkanische Luftwaffe     | 013.500  | 1956     |
| Königliche Marokkanische Marine       | 011.500  | 1960     |
| Königliche marokkanische Gendarmerie  | 023.000  | 1956     |
| Königliche Marokkanische Schutztruppe | 003.000  | 1956     |
| Insgesamt                             | 226.000  | –        |

Am 31. August 2006 wurde die allgemeine Wehrpflicht in Marokko abgeschafft.
Marokko gab 2017 knapp 3,2 % seiner Wirtschaftsleistung bzw. 3,5 Mrd. US-Dollar für seine Streitkräfte aus.

## Wirtschaft

Historische Entwicklung des Bruttoinlandsprodukts pro Kopf

Die Stützen der marokkanischen Volkswirtschaft sind die Landwirtschaft und der Bergbau; daneben wird an einem Aufbau (der Infrastruktur) der Fischindustrie gearbeitet. Von sehr großer Bedeutung ist die Phosphatgewinnung. Die zunehmende Verarbeitung der Rohphosphate in der eigenen Düngemittel- und Chemieindustrie steigert den Ausfuhrwert. Um die Industrialisierung auch in anderen Bereichen voranzutreiben, bemüht sich Marokko um die Ansiedlung ausländischer Investoren.
Marokko verfügt über eine marktwirtschaftlich orientierte Wirtschaftsordnung, die den Schutz des Eigentums sowie Gewerbe- und Niederlassungsfreiheit und Wettbewerb vorsieht. 1987, also zu Zeiten Hassans II., stellte Marokko einen Antrag zur Aufnahme in die EG, der jedoch am 14. Juli 1987 abgelehnt wurde. Marokkos Ziel einer engeren Anbindung an die EU ist mit der Unterzeichnung eines Assoziationsabkommens mit der EU im Jahr 1996 (in Kraft getreten im Jahr 2000) ein Stück näher gerückt. Seit den späten 1980er Jahren bemüht sich das Königreich, seine Staatsbetriebe zu privatisieren, wobei bis zum gegenwärtigen Zeitpunkt weniger als ein Viertel dieser staatlichen Unternehmen diesen Prozess durchlaufen hat. Erst vor Kurzem erlaubte Marokko ausländischen Kreditinstituten den Erwerb von Minderheitsbeteiligungen an marokkanischen Banken. Die meisten Investitionen (vor allem in die Infrastruktur) tätigt immer noch der Staat; sie konzentrieren sich zudem auf die Küstenregion wie etwa der Ausbau der Autobahnen und Eisenbahn. Der wirtschaftliche Nutzen dieser Großprojekte für die Entwicklung des Landes wird oft bestritten, so etwa der des Ausbaus der Hochgeschwindigkeitsstrecke Tanger–Rabat. Die ländlichen und agrarisch geprägten Regionen haben von diesen Investitionen nur einen geringen Nutzen.
Mit den USA wurde 2004 eine Freihandelszone vereinbart. Das US-amerikanisch-marokkanische Freihandelsabkommen wurde im Juli 2004 vom US-Senat ratifiziert und trat am 1. Juli 2006 in Kraft, es ermöglicht den Handel für 95 % der Industrie- und Konsumgüter ohne Zölle. Seither ist das Handelsvolumen zwischen beiden Ländern um mehr als das 20-fache gestiegen.
Mit der EU gilt seit 2012 ein Freihandelsabkommen für Agrarprodukte sowie ein Fischereiprotokoll seit 2014. Anfang 2014 war die dritte Verhandlungsrunde zu einem Freihandelsabkommen mit der Europäischen Union abgeschlossen.
Laut Urteil des Europäischen Gerichtshofs vom Dezember 2016 sind Produkte aus dem Territorium Westsahara vom Abkommen jedoch ausgenommen.
Im Global Competitiveness Index, der die Wettbewerbsfähigkeit eines Landes misst, belegt Marokko Platz 75 von 141 Ländern (Stand 2019). Der Index für wirtschaftliche Freiheit 2024 des Landes war der 101 höchste von 176 Ländern.
| Jahr                                    | 2010  | 2015  | 2016  | 2017  | 2018  | 2019  | 2020   | 2021  | 2022  | 2023   |
| --------------------------------------- | ----- | ----- | ----- | ----- | ----- | ----- | ------ | ----- | ----- | ------ |
| BIP in Mrd. USD (Kaufkraftparität)      | 204,0 | 268,9 | 272,9 | 291,8 | 283,7 | 295,7 | 286,1  | 323,5 | 351,8 | 376,9  |
| BIP pro Kopf in USD (Kaufkraftparität)  | 6.339 | 7.880 | 7.912 | 8.373 | 8.055 | 8.309 | 7.958  | 8.908 | 9.595 | 10.181 |
| BIP-Wachstum (real)                     | 3,8 % | 4,3 % | 0,5 % | 5,1 % | 3,1 % | 2,9 % | −7,2 % | 8,2 % | 1,5 % | 3,4 %  |
| Inflation (in Prozent)                  | 1,0 % | 1,6 % | 1,5 % | 0,8 % | 1,6 % | 0,2 % | 0,7 %  | 1,4 % | 6,6 % | 6,1 %  |
| Staatsverschuldung (in Prozent des BIP) | 45 %  | 58 %  | 60 %  | 60 %  | 60 %  | 60 %  | 72 %   | 69 %  | 72 %  | 69 %   |

### Soziale Lage
Marokko liegt beim Pro-Kopf-Einkommen in der höheren Gruppe der afrikanischen Staaten. Die Sozialversicherung umfasst Alters-, Hinterbliebenen- und Invalidenrenten. Auch Leistungen bei Krankheit, Schwangerschaft sowie Familienbeihilfen werden gewährt. Versichert sind allerdings nur Arbeitnehmer in Industrie und Handel, beziehungsweise Genossenschaftsmitglieder. Die Arbeitslosigkeit (2015 durchschnittlich 9,6 %) ist besonders unter Jugendlichen hoch (19,6 %). Viele männliche Jugendliche wandern daher in europäische Staaten aus. Um das Problem der Arbeitslosigkeit zu lösen, gehen staatliche Maßnahmen in Richtung „Marokkanisierung“, das heißt Verdrängung ausländischer Fachkräfte.

### Bodenschätze
Marokko ist reich an Phosphat, daneben gibt es Vorkommen von Erdöl, Erdgas, Kohle, Salz, Eisenerz, Blei, Kupfer, Zink, Silber, Gold, Mangan, Nickel, Cobalt. Seinen Bedarf an Energie kann Marokko nur zu rund 13 Prozent aus eigenen Mitteln decken. In der umstrittenen Westsahara sind ebenfalls große Mengen an Phosphat vorhanden, darüber hinaus werden dort große Erdöl- und Erdgas-Vorkommen vermutet. Stand 2018 stammten circa 14 Prozent der weltweiten Phosphatförderungen aus Marokko und der Westsahara, wo sich schätzungsweise 72 Prozent der weltweiten Phosphatreserven befinden.
Marokko beschränkt die Ausfuhr von gefundenen Meteoriten ungewöhnlicherweise nicht rechtlich. Dies führt vielfach zur Meteoritensuche in der Wüste, auch dem Einschmuggel von Meteoriten aus Nachbarländern wie etwa Libyen und einem breiten öffentlichen Marktangebot. Ein Crowdfunding zum Ankauf des zweiteiligen größeren Mondmeteorits Oued Awlitis 001 zum Preis von 110.000 Euro für das Naturhistorische Museum Wien gelang im Januar 2015.

### Energiewirtschaft

#### Elektrizitätsversorgung

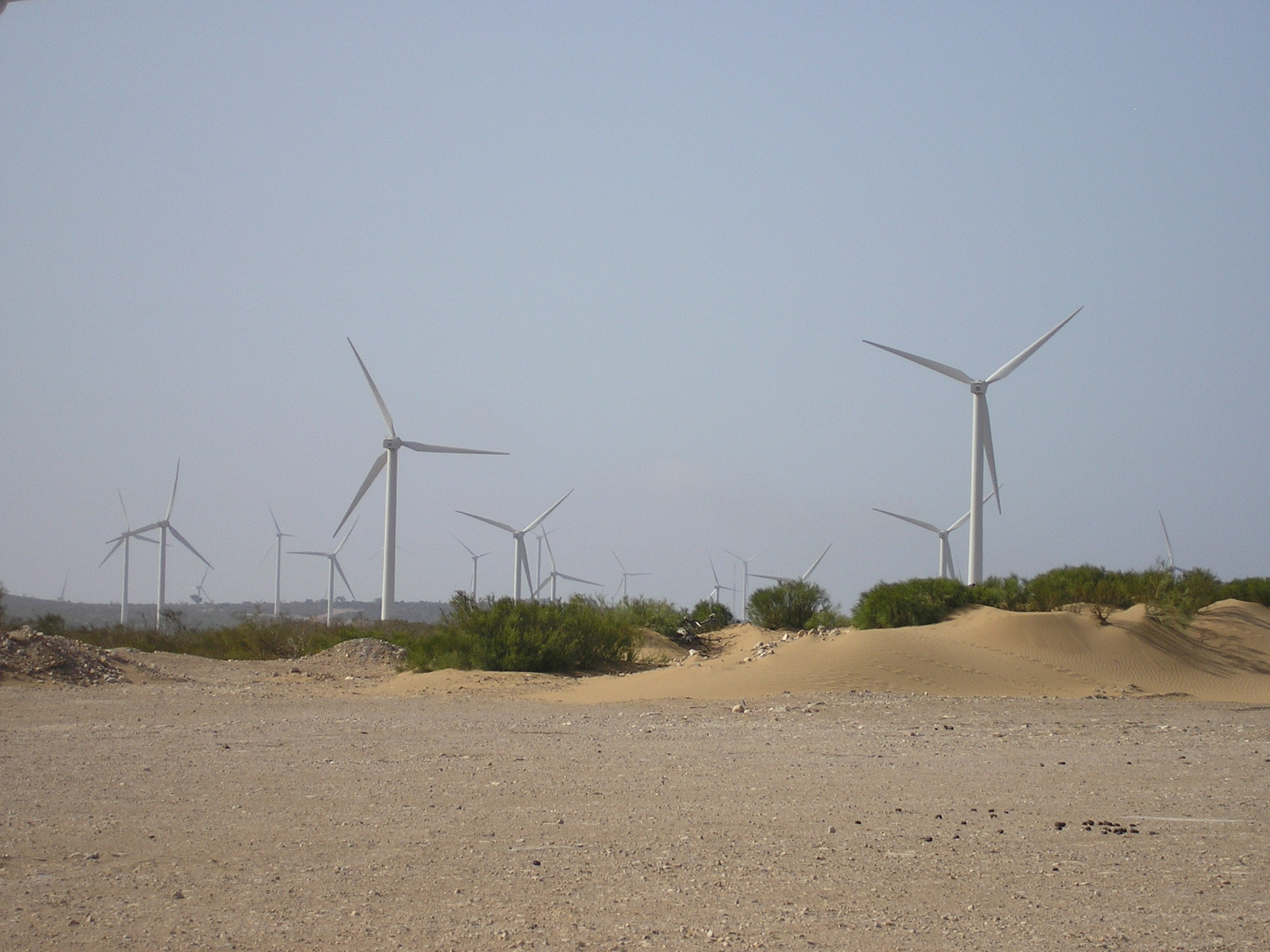
Der 2007 in Betrieb genommene Windpark Amogdoul in der Nähe von Essaouira. Bei einer Leistung von 60 MW liegt die jährliche Stromerzeugung aufgrund der starken Passatwinde sowie der Küstenlage bei über 210 GWh.

Laut dem Office National de l’Electricité et de l’Eau Potable (ONEE) betrug die installierte Leistung der Kraftwerke in Marokko am Ende des Jahres 2016 8.261,7 MW, davon entfielen auf thermische Kraftwerke 5.412 MW und auf Wasserkraftwerke 1.770 MW.
Dargebotsabhängige (wetterabhängige) Windkraftanlagen und Solarkraftwerke waren im Umfang von 898 MW bzw. 181 MW installiert. Insgesamt wurden im Jahr 2016 30,8 TWh produziert, davon 0,4 TWh durch Pumpspeicher, 3,0 TWh durch Windkraftanlagen und 0,4 TWh durch Solarkraftwerke. Im Jahre 2016 lag Marokko sowohl bzgl. der jährlichen Erzeugung mit 28,75 Mrd. kWh als auch bzgl. der installierten Leistung mit 8.303 MW an 68. Stelle in der Welt.
Das mit Stand 2014 größte Kraftwerk des Landes ist das Kohlekraftwerk Jorf Lasfar mit einer installierten Leistung von 2.056 MW, das etwa 1/3 des Strombedarfs Marokkos abdeckt.
Das Verbundnetz Marokkos ist seit 1997 mit dem europäischen Verbundsystem synchronisiert, als ein erstes Drehstrom-Seekabel (400 kV, 700 MW) von Spanien aus verlegt wurde. 2006 folgte ein weiteres Seekabel mit derselben Leistung, so dass die Übertragungskapazität zwischen Spanien und Marokko jetzt bei 1.400 MW liegt. Marokko bezieht jährlich 5,289 TWh (2016) aus Spanien. Marokko ist im ländlichen Raum zu 99,4 % elektrifiziert, dieser Wert lag Mitte der 1990er Jahre noch bei 20 %.

#### Energiewende
Marokko hat sich ambitionierte Ziele gesetzt, die Energiewirtschaft durch eine Energiewende zu transformieren und damit Nachhaltigkeit und Energiesicherheit der Energiewirtschaft Marokkos zu stärken. Die Umstellung von fossilen auf erneuerbare Energien bei gleichzeitiger Steigerung der Energieeffizienz, die im Rahmen des nationalen Energieplans vorangetrieben wird, gilt als wichtigste Aufgabe der marokkanischen Politik. Um unabhängiger von fossilen Energieimporten zu werden, investiert das Land in den Ausbau von Wind- und Solarenergie. Am 10. Mai 2013 wurde mit einem symbolischen Spatenstich des Königs Mohammed VI. die Umsetzung des marokkanischen Solarplans, bis zum Jahr 2020 zwei Gigawatt Solarkapazität aufzubauen, gestartet. Als erstes wird das solarthermische Kraftwerk Ouarzazate errichtet, das unter anderem von Deutschland mit rund 770 Mio. Euro gefördert wird.
Im Februar 2013 teilte der französische Energieversorger GDF Suez mit, dass er in Marokko den Windpark Tarfaya bauen (bzw. von Siemens bauen lassen) und betreiben will. Nahe dem Küstenstädtchen Tarfaya wurden 131 Windkraftanlagen mit einer Nennleistung von 301 Megawatt errichtet. Der Windpark ging 2014 in Betrieb.
Im Februar 2016 ging der erste Teil des solarthermischen Kraftwerks Ouarzazate in Betrieb; zur UN-Klimakonferenz in Marrakesch beschloss das Land in einem Bündnis mit anderen vom Klimawandel betroffenen Staaten (CVF), so schnell als möglich komplett auf erneuerbare Energien umzusteigen.
Zur UN-Klimakonferenz in Marrakesch 2016 konnte sich das Land mit dem Neubau von Solarkraftwerken als Vorreiter für den Klimaschutz in Afrika präsentieren, bis zum Jahr 2030 soll die Hälfte des Stroms mit Sonne, Wind- und Wasserkraftwerken erzeugt werden: In Ouarzazate ist die Strahlungsintensität der Sonne mit jährlich 2500 Kilowattstunden pro Quadratmeter doppelt so hoch wie in Deutschland, für die tägliche Bedarfsspitze am Abend kann die Sonnenenergie mit 537.000 Parabolrinnen (Noor I) in einem Silo mit Spezialsalz gespeichert und mit einer Turbine abgerufen werden. Neben den Großkraftwerken sollen künftig aber auch Solarmodule auf Hausdächern zur Energieversorgung beitragen.
Beim Klimaschutz-Index, einem Instrument zur Bewertung der Klimaschutzleistungen von Staaten, erreichte Marokko im Jahr 2021 den 7. Platz.

### Landwirtschaft

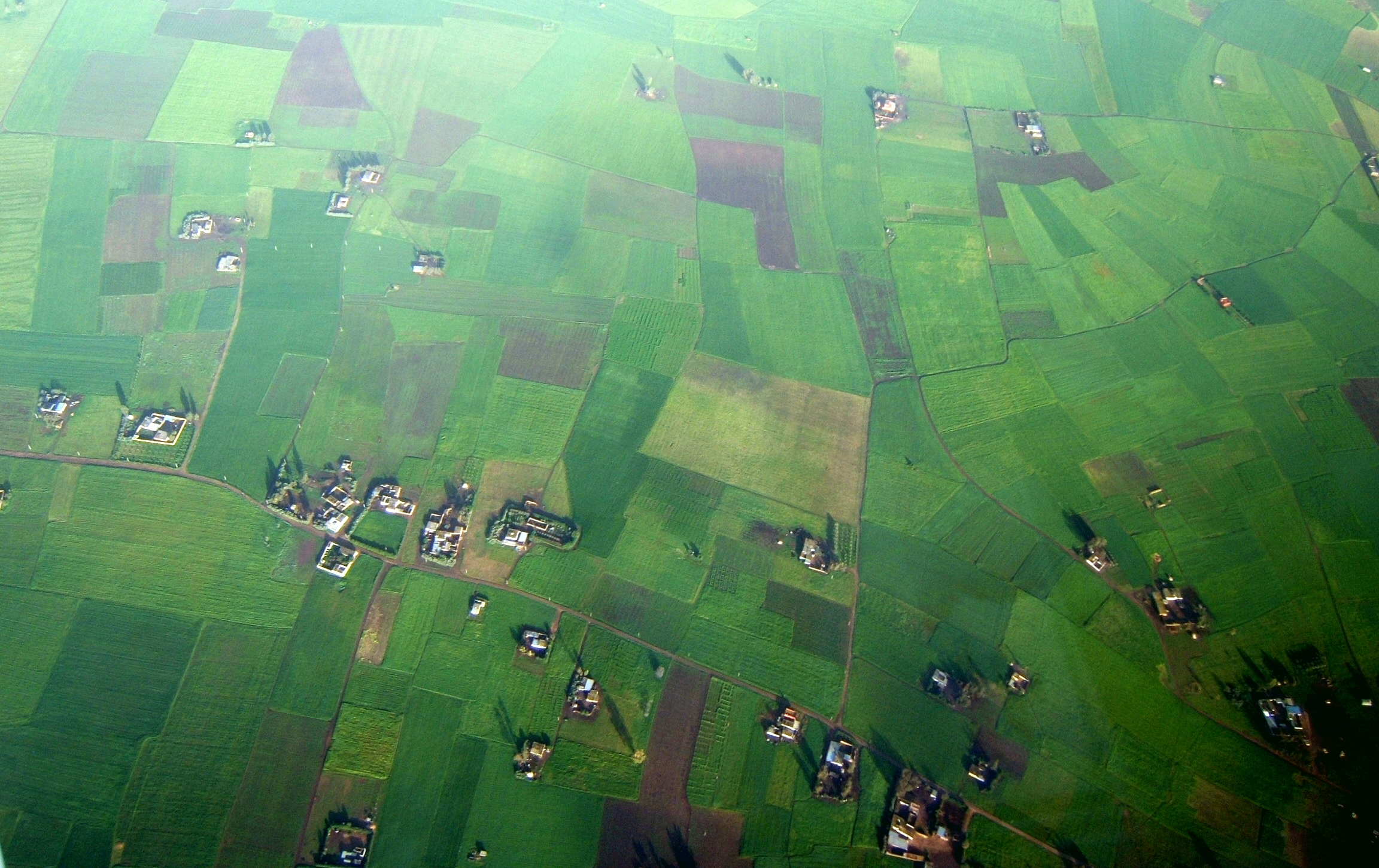
Luftbild: Felder in der Nähe von Casablanca

Die Landwirtschaft Marokkos machte 2003 17 % am BIP aus, kann jedoch als wichtigster Wirtschaftssektor betrachtet werden, da hier 43,6 % der erwerbstätigen Bevölkerung beschäftigt sind. Landwirtschaftlich genutzt werden vor allem der Westen und Nordwesten Marokkos; rund 18 % der Landesfläche sind Ackerland. Umfangreiche Bewässerungskulturen finden sich in den Küstenebenen Rharb (Sebou-Niederung) und Sous sowie bei Marrakesch und Fès; um weitere Flächen bewässern zu können, werden zusätzlich Staudämme gebaut. Die ungleiche Landverteilung zwischen den kleinen Bauern und den Großgrundbesitzern, die den größten Teil des Bodens bewirtschaften, konnte auch durch mehrere Agrarreformen kaum verändert werden. Angebaut werden Getreide (Weizen, Gerste, Mais, Hirse, Reis), Hülsenfrüchte, Zuckerrüben, Datteln, Sonnenblumen, Erdnüsse, Oliven, Zitrusfrüchte (vor allem Mandarinen), Baumwolle, Wein, Mandeln, Aprikosen, Erdbeeren, Frühkartoffeln, Spargel, Artischocken und Tabak.
Die Viehzucht in den Steppen der Meseta, im Osten des Landes und in den Gebirgen wird teilweise nomadisch betrieben (Schafe, Ziegen, Rinder, Esel, Dromedare, Pferde, Geflügel). Rund 10 % des Waldbestandes sind Korkeichen; Marokko ist der drittgrößte Korkproduzent der Welt nach Portugal und Spanien.
Auf einer Fläche von circa 250.000 Hektar wird Cannabis angebaut, um Haschisch zu erzeugen, das in Europa einen Marktanteil von etwa 70 % besitzt. Vom Export, der etwa 3.000 Tonnen Haschisch pro Jahr umfasst, leben schätzungsweise 200.000 Bauern mit Familien, also etwa eine Million Menschen.
Seit Ende 2021 – das Jahr mit der größten je in Marokko registrierten Hitze – erlebt das Land die extremste Trockenheit seit 30 Jahren. Davon sind insbesondere die Obst- und Gemüseproduzenten betroffen, die einen großen Teil des verfügbaren Wassers konsumieren, aber auch die Viehzüchter, die unter dem Mangel an Viehfutter leiden.

### Industrie

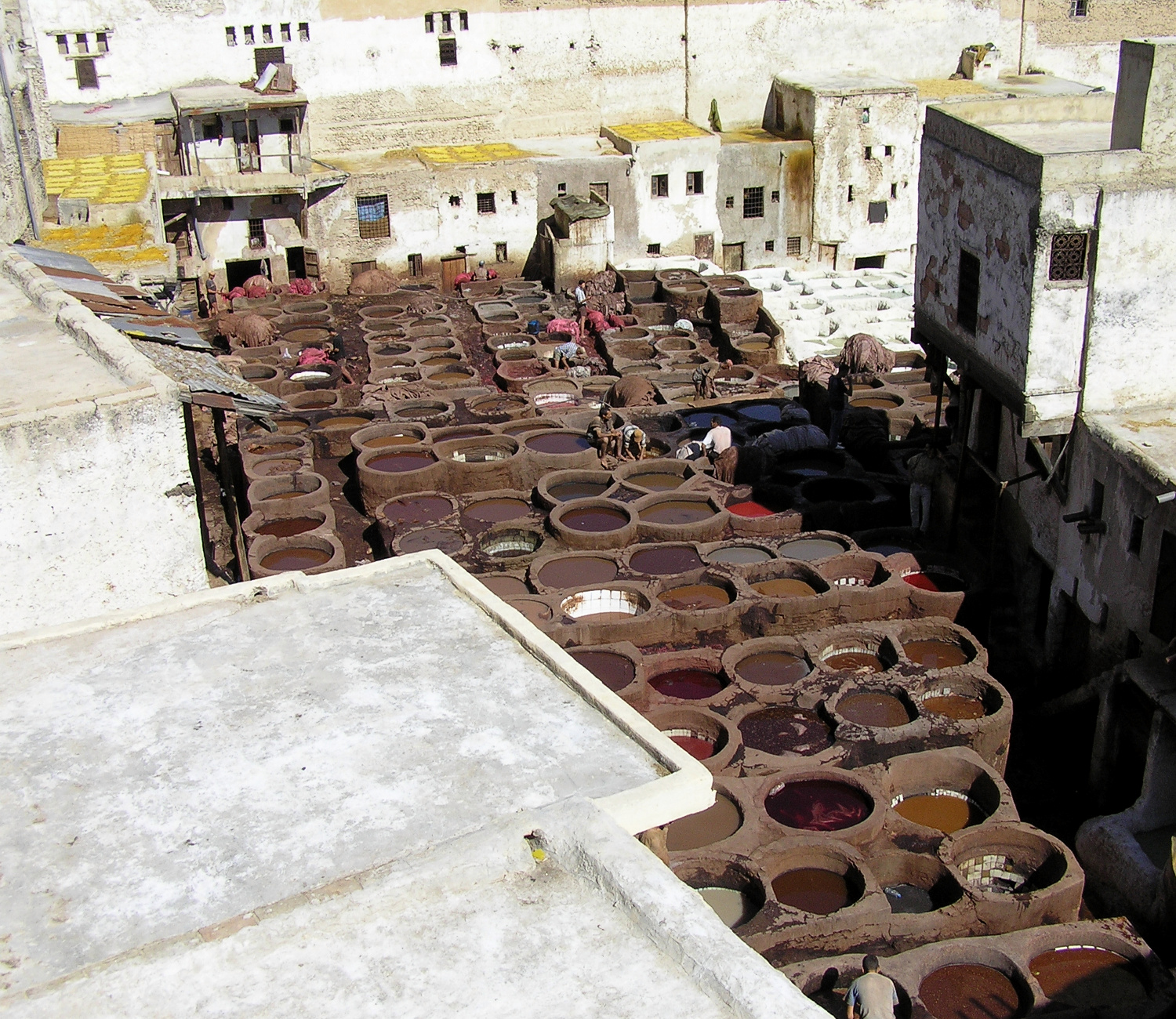
Blick auf eine Gerberei und Färberei in Fès

Im Industriesektor, dem Bergbau und der Bauwirtschaft wurden 2003 insgesamt 30 % des BIP erwirtschaftet, dort beschäftigt sind aber nur 19,7 % aller Erwerbstätigen. Die Industrie ist stark auf den Binnenmarkt ausgerichtet; ausländische Märkte gewinnen jedoch an Bedeutung. In der Nahrungsmittelindustrie herrschen die Zucker- und Ölerzeugung sowie die Herstellung von Obst-, Gemüse- und Fischkonserven vor. Traditionell bedeutend ist die Textilindustrie. Günstig entwickelt haben sich Metall- und Kunststoffverarbeitung sowie Kraftfahrzeugindustrie (unter anderem betreibt Renault ein großes Werk in Tanger) und Montage von Elektrogeräten. Es gibt ferner eine bedeutende chemische Industrie, Zementproduktion und Erdölverarbeitung. Das größte Unternehmen Marokkos ist die Firma OCP mit Hauptsitz in Casablanca. OCP ist Weltmarktführer in der Phosphat- und Düngemittel-Produktion.
Ein nach wie vor wichtiger Wirtschaftszweig ist das traditionelle Handwerk (Teppiche, Leder-, Kupfer-, Gold- und Silberarbeiten).

### Fischerei

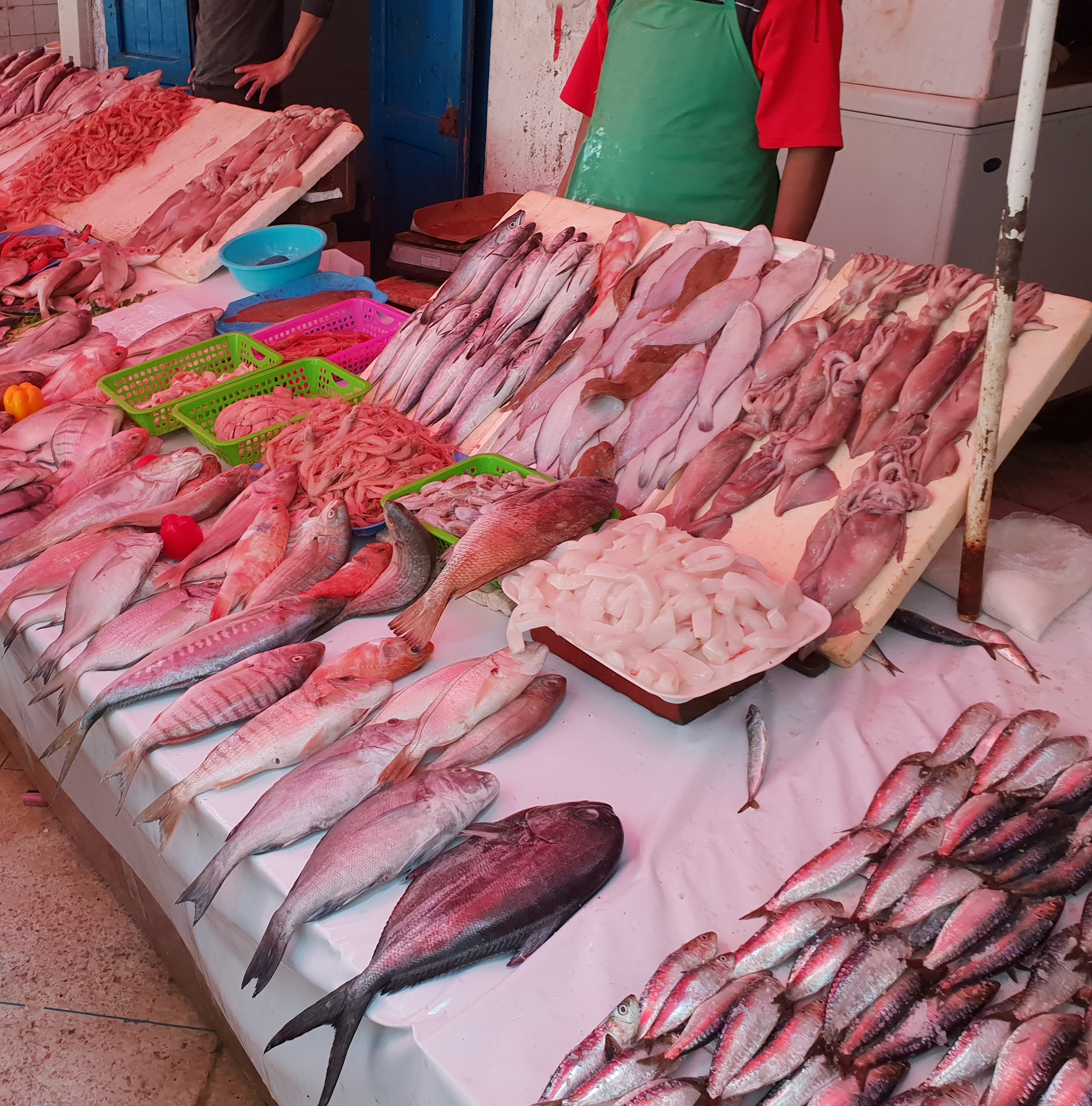
Fischmarkt in Essaouira

Küsten- und Hochseefischerei an der Atlantikküste (Sardinen und Schalentiere) sind bedeutend für den Export. Der Haupthandelspartner ist Europa, z. B. in der Pulindustrie, d. h. gekochte Nordseegarnelen werden zum Pulen (Entfernen der Chitinhülle) nach Polen, Russland oder Marokko gebracht, weil das Pulen dort 20-mal billiger ist als in Deutschland das Maschinenpulen. Die Jobs sind begehrt. Die Arbeiter, meist Frauen (30 % können lesen und schreiben), können etwa 150 Euro im Monat verdienen. Wenn die Garnelen nach Deutschland zurückkommen, sind sie etwa drei Wochen alt.
Das Geld zur Modernisierung der Fischindustrie kommt von der EU. Sie zahlte für Fanglizenzen seit 2007 36 Mio. Euro jährlich. Häfen wurden modernisiert, Fischereizentren und Forschungseinrichtungen wurden gebaut. Allerdings wurden durch die industriellen Massenfangmethoden die Gewässer systematisch leergefischt, die einheimischen Fischer konnten nicht mithalten. Um zu überleben, befördern sie als Fährleute Wirtschaftsflüchtlinge nach Europa (Kanarische Inseln). Die Menschenrechtsorganisation Medico resümiert: „So sorgt die EU indirekt selbst für seeerfahrene Reiseunternehmer/innen und Bootsflüchtlinge“.

### Dienstleistungen und Tourismus
Im Dienstleistungsbereich wurden 2003 54 % des BIP erwirtschaftet, wobei 36,7 % der Erwerbstätigen in diesem Sektor arbeiten.
Marokko ist eines der bedeutendsten Reiseziele Nordafrikas und erwirtschaftet 10 % seiner Devisen durch den Tourismus. Etwa 80 % der Touristen, die Marokko besuchen, sind Europäer; die größte Gruppe stellten im Jahr 2013 Franzosen (33 %), gefolgt von Spaniern (12,8 %) und Deutschen (4,46 %). Marokko empfing 2016 10,3 Millionen Touristen; 2012 waren es 9,4 Millionen, 2008 waren es insgesamt acht Millionen, die einen Umsatz von circa 115 Milliarden Dirham generierten. Marokko ist damit inzwischen das meistbesuchte Land in Afrika. Außer der vielfältigen Landschaft und den kulturellen Unterschieden bietet Marokko eine Vielzahl von Sehenswürdigkeiten seiner orientalischen Geschichte. Die am meisten besuchten Städte sind Marrakesch, Agadir, Casablanca, Tanger, Fès, Ouarzazate und Rabat. Im Jahr 2016 betrugen die Einnahmen durch Touristen in Marokko rund 6.548 Millionen US-Dollar. Im Land gibt es insgesamt neun UNESCO-Welterbestätten. Der Tourismus ist eines der wichtigsten Standbeine für die wirtschaftliche Entwicklung Marokkos. Er trägt etwa zehn Prozent zum BIP bei und sorgt gegenwärtig für mehr als 500.000 Arbeitsplätze.
Marokko verfügte im Jahr 2013 über 207.572 klassifizierte Hotelbetten. Hinzu kommen tausende von Übernachtungsmöglichkeiten in Riads, renovierte traditionelle Häuser meist in den Altstädten.
Der Betrieb von Call-Centern ist ein neuer, wichtiger Wirtschaftszweig geworden. Allein im Jahr 2023 wurden ca. 10.000 neue Arbeitsplätze geschaffen, für 2024 wurden 15.000 erwartet. Der Marktführer Teleperformance beschäftigt mehr als 2.000 Angestellte. Diese Call-Center arbeiten meist für Firmen in französischsprachigen Ländern in Europa und Afrika.

### Finanzwirtschaft
Das Land führt eine Wertpapierbörse – die Bourse de Casablanca – mit ihrem Leitindex, dem MASI 20. Außerdem investiert die Regierung über ihren Staatsfonds - Ithmar Capital, welcher als Fonds Marocain de Développement Touristique (FMDT) gegründet wurde, um den zukünftigen Wohlstand des Landes zu sichern.

### Außenhandel

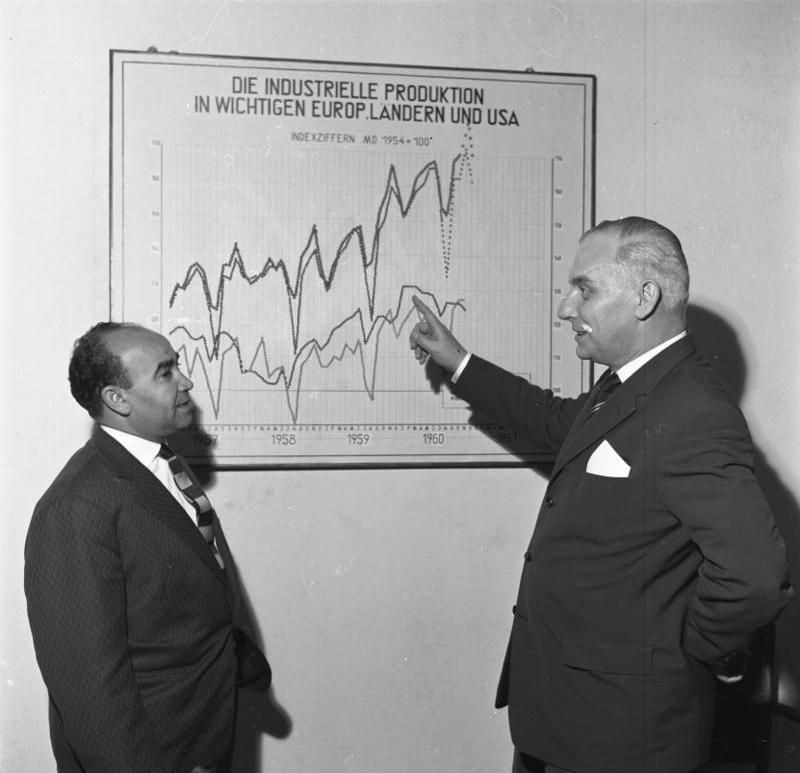
1961 wurde ein Handelsabkommen zwischen der Bundesrepublik Deutschland und Marokko abgeschlossen.

Exportiert wurden 2004 Güter in einem Gesamtwert von 9,6 Mrd. US-$. Hauptexportgüter Marokkos sind Konsumgüter, die 37 % des Exportvolumens (davon 31 % Textilien) ausmachten. 27 % waren Halbwaren (8 % Phosphorsäure, 6 % Transistoren, 5 % Düngemittel), 16 % Nahrungsmittel, 8 % Investitionsgüter und 7 % Rohstoffe. Hauptabnehmer marokkanischer Güter sind Frankreich (33 %), Spanien (17 %), Großbritannien (8 %), Italien (5 %), die USA (4 %), Indien (4 %) sowie Deutschland und Brasilien (jeweils 3 %).
Importiert werden nach Marokko jährlich Güter im Gesamtwert von 14,9 Mrd. US-$. Hauptsächlich handelt es sich hierbei um industrielle Vorprodukte und Halbwaren (23 %), Konsumgüter (23 %), Investitionsgüter (21 %), Rohöl (9 %), Nahrungsmittel (9 %), Brennstoffe (7 %) sowie Tiere und Pflanzen (5 %). Hauptlieferanten dieser Importgüter sind Frankreich (18 %), Spanien (12 %), Italien (7 %), Deutschland (6 %), Russland (6 %), Saudi-Arabien (5 %) und die VR China (4 %).
Seit 2012, dem Jahr der Eröffnung des Renault-Werks in Tanger im Norden von Marokko, stiegen die Ausfuhren der Automobilindustrie stetig. Im Jahr 2015 exportierte diese Waren im Wert von 4,45 Mrd. Euro (im Jahr 2014 waren es 3,8 Mrd. Euro), vor Phosphatprodukten mit 4,1 Mrd. Euro und Landwirtschaft und Fischerei mit 3,9 Mrd. Euro. Die Ausfuhren der Textil- und Lederindustrie beliefen sich im Jahr 2013 auf 2,8 Mrd. Euro. In diesem Jahr exportierte das Offshoring und der Elektronikbereich jeweils 0,7 Mrd. Euro. Die junge Luftfahrtindustrie exportierte im Jahr 2014 Waren im Wert von 0,7 Mrd. Euro.
Seine defizitäre Handelsbilanz kann das Land durch Überweisungen der im Ausland tätigen Marokkaner sowie durch steigende Einnahmen aus dem Tourismus teilweise ausgleichen. Allein in Europa leben circa 2,5 Millionen marokkanische Arbeitsemigranten, die durch ihre Überweisungen für eine Devisenzufuhr von etwa fünf Milliarden Euro sorgen. Im Jahr 2013 wurde Marokko von fast zehn Millionen Touristen besucht. Dies brachte 5,2 Mrd. EUR ins Land.

### Staatshaushalt
Der Staatshaushalt umfasste 2017 Ausgaben von umgerechnet 26,75 Mrd. US-Dollar, dem standen Einnahmen von umgerechnet 22,81 Mrd. US-Dollar gegenüber. Daraus ergibt sich ein Haushaltsdefizit in Höhe von 3,6 % des BIP.
Die Staatsverschuldung betrug 2017 65,1 % des BIP. Von der amerikanischen Ratingagentur Standard & Poor’s werden die Staatsanleihen des Landes mit der Note BBB− bewertet (Stand November 2018). Das Land gilt damit als Schuldner mittlerer Güte.
2006 betrug der Anteil der Staatsausgaben (in % des BIP) folgender Bereiche:
- Gesundheit: 5,3 %[137]
- Bildung: 6,8 % (2005)[138]
- Militär: 3,1 % (2018)[117]

## Verkehr

### Straßenverkehr
Die Verkehrswege sind vor allem im Nordwesten gut ausgebaut. Das Straßennetz umfasst 62.000 km, circa die Hälfte ist asphaltiert. Über 1677 km sind Autobahnen. Im Bereich der Großstädte sind die Straßen zum Teil überlastet.
Das vom Ministère de l’Equipement, du Transport et de la Logistique unterhaltene Straßennetz wird in vier Kategorien klassifiziert: Autobahnen, Nationalstraßen, Regionalstraßen und Provinzialstraßen.

### Schienenverkehr
Die Eisenbahn wird von der staatlichen Office National des Chemins de Fer (ONCF) betrieben. Das Rückgrat des Eisenbahnnetzes (2109 Kilometer Streckenlänge) bildet die Strecke von Oujda an der algerischen Grenze über Fes und Casablanca nach Marrakesch, von der mehrere Stichbahnen abzweigen. Über 1000 km der Eisenbahn sind elektrifiziert. Es sind zwei TGV-Linien zwischen Tanger und Agadir und zwischen Casablanca und Oujda geplant, die bis zum Jahr 2030 in Betrieb gehen sollen. Als erste Etappe wurde die LGV Tanger–Kenitra am 15. November 2018 eröffnet. Im Schienengüterverkehr ist der Transport von Phosphat zu den Häfen am Atlantik mit etwa 27 Millionen Tonnen bedeutsam.

### Luftverkehr
Marokko besitzt ein gut ausgebautes Flugnetz mit 15 internationalen Flughäfen und einer Vielzahl kleiner nationaler Flughäfen. Führender Flughafen ist Casablanca. Der für den Tourismus wichtigste Flughafen ist Agadir. Führende Airline ist die staatliche Royal Air Maroc. Betrieben werden die Flughäfen durch die Office National des Aéroports (ONDA).

### Schiffsverkehr
In Tanger wurde 2006 bis 2008 eines der größten Hafenprojekte des Mittelmeerraumes realisiert. Gebaut wurden ein Containerhafen mit Tiefwasser-Containerterminal, Terminals für Schüttgut, Stückgut, Öl und Gas sowie ein Fährhafen, von dem Verbindungen nach Spanien, Frankreich und Italien angeboten werden, für fünf Millionen Passagiere und 500.000 Fahrzeuge im Jahr. Der Hafen Tanger konkurriert mit dem gegenüber gelegenen Hafen Algeciras (Spanien).

## Kultur
Nationalfeiertag ist der 30. Juli (Thronbesteigung des Königs).

### Küche

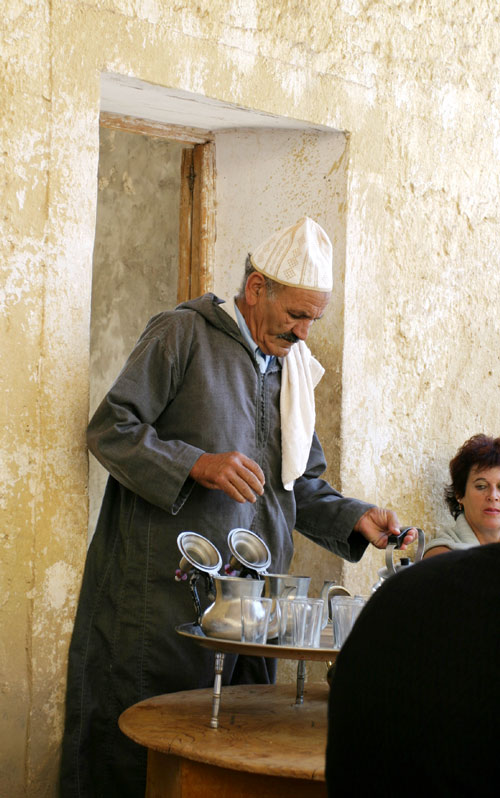
Marokkanische Teekultur

### Traditionelle Literatur
Die traditionelle Literatur Marokkos ist einerseits eng mit arabisch-islamischer Kultur verknüpft. Gelehrte wie Ibn al-Khatib oder Mohammed al-Dschazuli hinterließen Gebetssammlungen und Gedichte, die überregionale Verbreitung fanden. Der Schriftsteller und Historiker Abdellah Guennoun, publizierte 1937 ein dreibändiges Werk, das als die erste Literaturgeschichte Marokkos gilt und einen Kanon marokkanischer Literatur arabischer Sprache begründete.
Andererseits ist die Literatur geprägt von berberischen Erzähltraditionen. Es finden sich mündlich überlieferte Formen wie Epen, Legenden und Lyrik in verschiedenen Berbersprachen wie Tamazight, Taschelhit, Tarifit.

### Moderne und zeitgenössische Literatur
Die moderne marokkanische Literatur entwickelte sich seit der Kolonialzeit zunächst in französischer und arabischer Sprache. Nach der Unabhängigkeit 1956 kam es zu einer zunehmenden Literarisierung gesellschaftlicher Umbrüche. Themen wie Identität, Kolonialismus, Exil, Migration, Geschlechterverhältnisse und politische Repression prägen viele Werke. Wichtige Vertreter sind Mohamed Choukri, Driss Chraïbi, Tahar Ben Jelloun.

### Rezeption in europäischer und amerikanischer Literatur
Seit dem 19. Jahrhundert übte Marokko eine starke Faszination auf europäische Künstler aus; Maler wie Eugène Delacroix und Henri Matisse verarbeiteten ihre Reiseeindrücke in orientalisierenden Bildwelten. Literarisch spiegelt sich diese Anziehungskraft in den Werken von Paul Bowles, William Burroughs, Elias Canetti, Isabelle Eberhardt, Hubert Fichte, Juan Goytisolo, Jean-Marie Gustave Le Clézio und vielen anderen. Die Rezeption dieser Autoren ist teils exotisierend, teils die Anziehungskraft des Fremden reflektierend.

### Folklore
Von den vielfältigen traditionellen Veranstaltungen in Marokko wurden die folgenden in die UNESCO-Liste des immateriellen Kulturerbes der Menschheit aufgenommen:
- 2005/2008 – Das Moussem-Festival von Tan-Tan[150]
- 2012 – Das Kirschfest von Sefrou[151]
- 2019 – Die Musik und Rituale der Gnawa[152]
- 2021 – Die Tbourida-Reiterspiele[153]
- 2023 – Malhun, eine beliebte poetische und musikalische Kunst[154]

### Film
Marokko gilt bis heute als beliebter Schauplatz für Historien- und Bibelverfilmungen. Viele namhafte Regisseure, darunter Ridley Scott (Gladiator, Königreich der Himmel) und Franco Zeffirelli (Jesus von Nazareth) haben hier ihre Filme gedreht. Auch wurde hier zwischen 1993 und 2001 die 13-teilige TV-Serie Die Bibel produziert. Viele der Einwohner von Ouarzazate, Aït-Ben-Haddou und der unmittelbaren Umgebung sowie deren Familien leben von der Filmindustrie, da sie bei der Produktion oft für die authentische Komparserie sorgen.

### Sport
Die höchste marokkanische Männer-Liga des Nationalsports Fußball ist das Botola. Bei der Austragung 2022 erreichte Marokko mit seiner Männernationalmannschaft als erstes afrikanisches Land das Halbfinale einer Weltmeisterschaft.
Von 1934 bis 1988 fand in Marokko die Rallye Marokko und seit 2000 jährlich die Rallye du Maroc statt.
Bis 2007 führte die Rallye Dakar und seit 2009 führt das Africa Eco Race durch Marokko. In der Vergangenheit gab es einen Großen Preis von Marokko. Auf dem Circuit International Automobile Moulay el Hassan gastiert seit 2009 die Tourenwagen-Weltmeisterschaft, seit 2016 findet auf dieser Rennstrecke zudem der Marrakesch E-Prix statt.
Special Olympics Marokko wurde 1995 gegründet und nahm mehrmals an Special Olympics Weltspielen teil.

## Anmerkung
1. ↑  Beschluss 2012/497/EU des Rates vom 8. März 2012 zum Abschluss des Abkommens in Form eines Briefwechsels zwischen der Europäischen Union und dem Königreich Marokko mit Maßnahmen zur gegenseitigen Liberalisierung des Handels mit landwirtschaftlichen Erzeugnissen, landwirtschaftlichen Verarbeitungserzeugnissen, Fisch und Fischereierzeugnissen, zur Ersetzung der Protokolle Nrn. 1, 2 und 3 und ihrer Anhänge sowie zur Änderung des Europa-Mittelmeer-Abkommens zur Gründung einer Assoziation zwischen den Europäischen Gemeinschaften und ihren Mitgliedstaaten einerseits und dem Königreich Marokko andererseits (ABl. 2012, L 241, S. 2).

Ägypten |
Algerien |
Bahrain |
Dschibuti |
Irak |
Jemen |
Jordanien |
Katar |
Komoren |
Kuwait |
Libanon |
Libyen |
Marokko |
Mauretanien |
Oman |
Palästina |
Saudi-Arabien |
Somalia |
Sudan |
Syrien |
Tunesien |
Vereinigte Arabische Emirate
Afghanistan |
Ägypten |
Albanien |
Algerien |
Aserbaidschan |
Bahrain |
Bangladesch |
Benin |
Brunei |
Burkina Faso |
Dschibuti |
Elfenbeinküste |
Gabun |
Gambia |
Guinea |
Guinea-Bissau |
Guyana |
Indonesien |
Iran |
Irak |
Jemen |
Jordanien |
Kamerun |
Kasachstan |
Katar |
Kirgisistan |
Komoren |
Kuwait |
Libanon |
Libyen |
Malaysia |
Malediven |
Mali |
Marokko |
Mauretanien |
Mosambik |
Niger |
Nigeria |
Oman |
Pakistan |
Palästina |
Saudi-Arabien |
Senegal |
Sierra Leone |
Somalia |
Sudan |
Suriname |
Syrien |
Tadschikistan |
Togo |
Tschad |
Tunesien |
Türkei |
Turkmenistan |
Uganda |
Usbekistan |
Vereinigte Arabische Emirate 
Koordinaten: 31° N, 8° W